# Dirigeable militaire

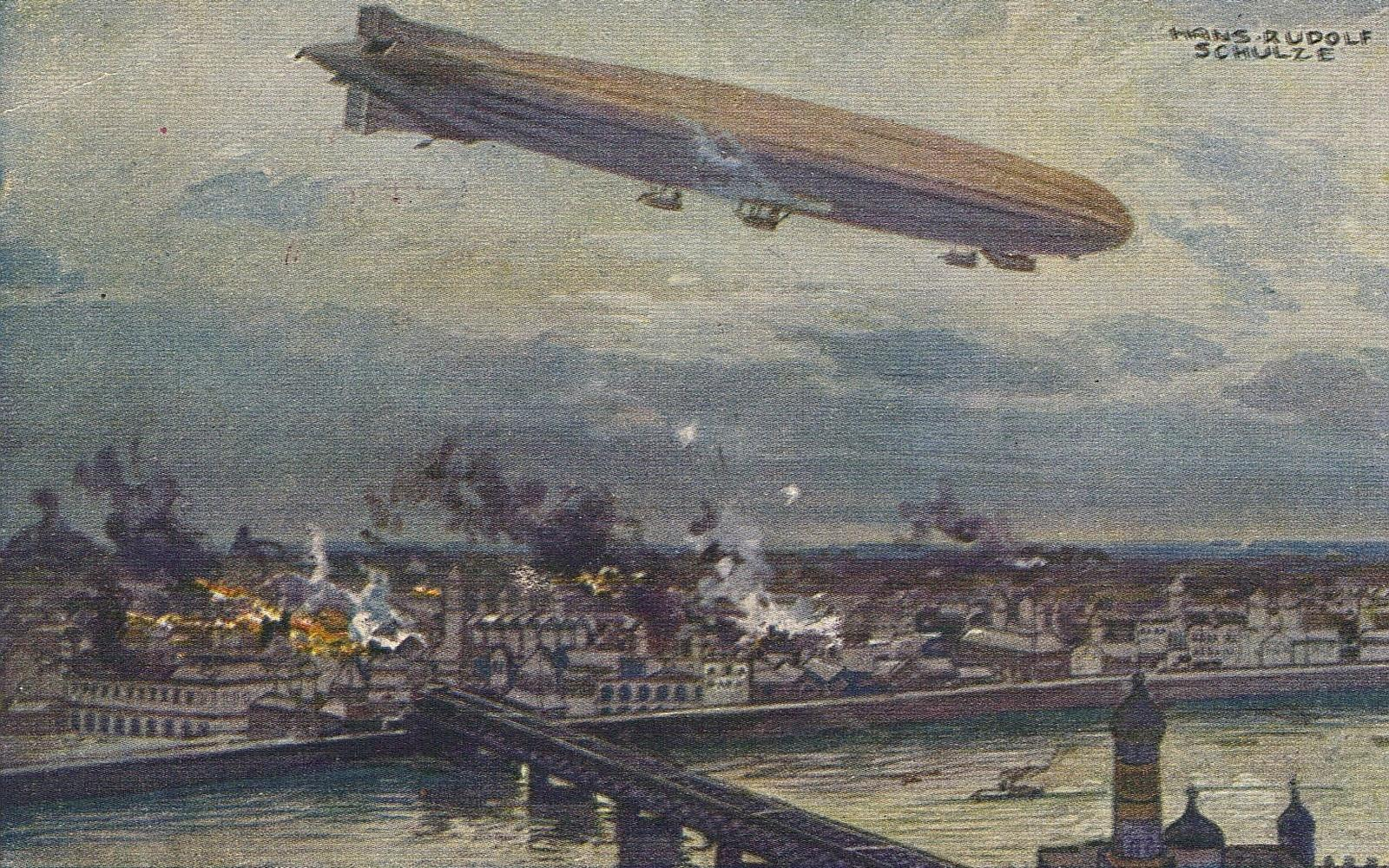
Le bombardement de Varsovie (alors une ville de l'Empire russe) en septembre 1914 par le dirigeable allemand SL 2. Les dirigeables militaires les plus connus sont les zeppelins allemands.

Un dirigeable militaire est un ballon dirigeable, c'est-à-dire un aérostat manœuvrable et capable de se propulser, employé par une force armée. Les premiers modèles furent développés au début du XXe siècle, principalement en France et en Allemagne : les forces armées de ces deux pays se livrèrent alors à une course aux armements. Les expérimentations de ces aéronefs militaires furent largement médiatisées, malgré de nombreux accidents mortels.
Dès le début de la Première Guerre mondiale, la concurrence des avions militaires et le développement de la défense anti-aérienne condamnent rapidement l'emploi des dirigeables pour les missions au-dessus du champ de bataille, que ce soit pour la reconnaissance, le renseignement ou le bombardement tactique. Leur emploi se poursuit néanmoins, côté allemand pour le bombardement stratégique et la reconnaissance maritime, côté allié pour la lutte anti-sous-marine.
Leur utilisation périclite pendant l'entre-deux-guerres, pour être très marginale lors de la Seconde Guerre mondiale et anecdotique depuis. Quelques exemplaires sont encore utilisés et des projets de dirigeables militaires dans la très haute atmosphère sont à l'étude.

## Débuts en France

### Premiers ballons militaires

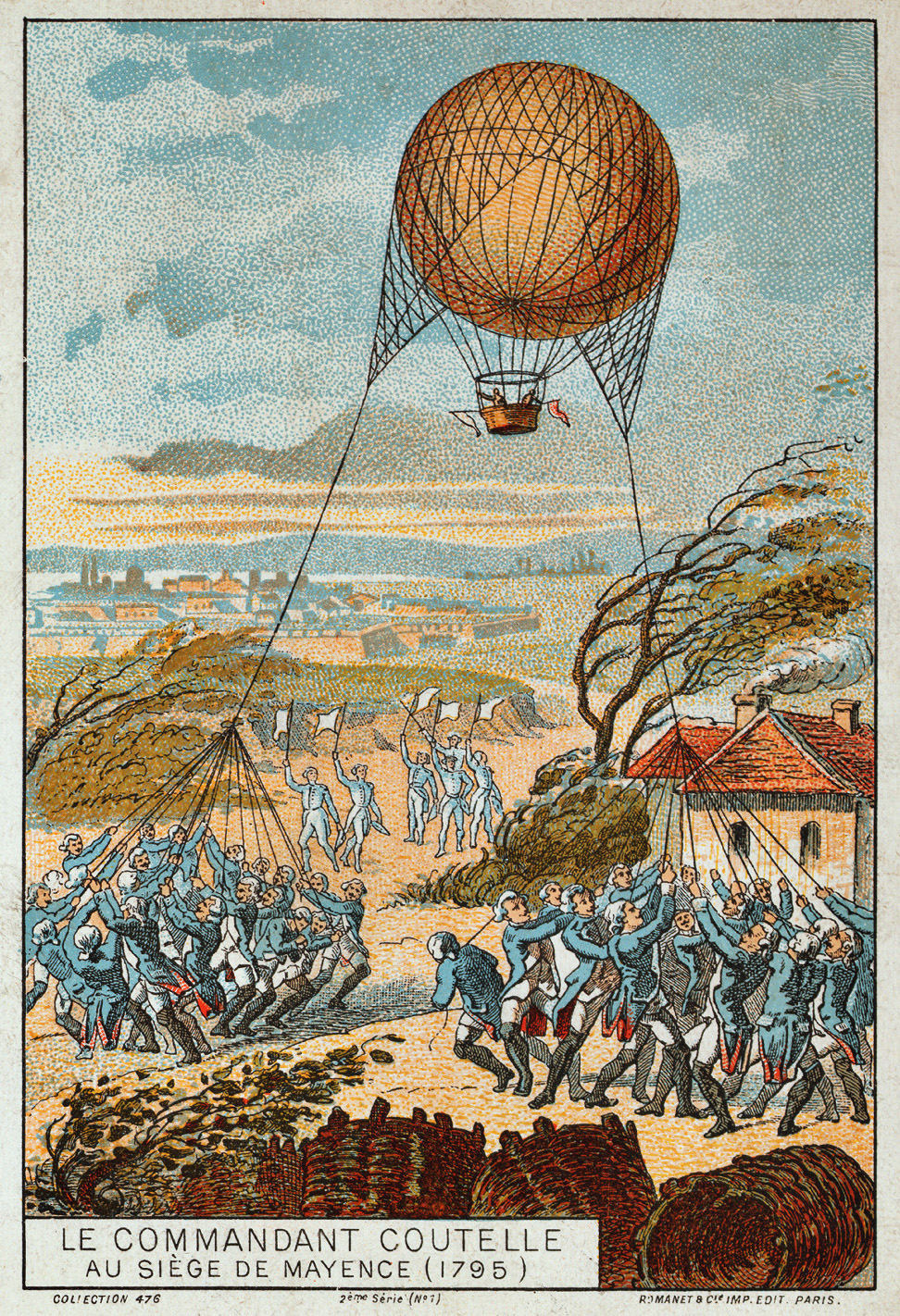
Le ballon de Coutelle au siège de Mayence en 1795.

Le premier usage militaire d'un ballon remonte aux guerres de la Révolution française : en 1794, Coutelle et Conté construisent au château de Meudon L'Entreprenant, un ballon captif (relié au sol par un câble) sphérique de 10 mètre de diamètre pour 523 m3, gonflé à l'hydrogène (tandis que les montgolfières le sont à l'air chaud). Des ballons sont de nouveau utilisées lors de la guerre franco-allemande de 1870, cette fois-ci en vol libre et gonflé au gaz d'éclairage, pour assurer quelques communications entre le camp retranché de Paris, assiégé par les armées allemandes, et la province (« poste aérienne »).
En 1875 est fondé un centre d'études, d'expérience et d'instruction à Chalais-Meudon, dépendant du génie (qui a la charge des fortifications) : il est commandé par le colonel Charles Renard et il s'occupe de l'emploi opérationnel de ballons captifs, pour des missions d'observation et de réglage d'artillerie. En 1877, le centre prend le nom d'« établissement aérostatique militaire ». L'armée française a en 1879 huit parcs d'aérostation de campagne et cinq de place. Le décret du 19 mai 1886 créé quatre compagnies d'aérostiers (correspondant aux quatre places-fortes de Verdun, de Toul, d'Épinal et de Belfort), à raison d'une par régiment du génie ; en 1900 ces compagnies sont toutes regroupées au sein du 25e bataillon de sapeurs aérostiers à Versailles sous les ordres du colonel Auguste Hirschauer.

### Premiers dirigeables
Le premier ballon dirigeable, capable de se propulser et de se diriger, est expérimenté dès 1852 : c'est l'aérostat d'Henri Giffard, de 44 mètres de long et d'un volume de 2 500 m3, gonflé au gaz d'éclairage. Il est équipé d'une machine à vapeur, d'une hélice et d'un gouvernail.
Le siège de Paris avait montré l'intérêt de pouvoir manœuvrer sans dépendre uniquement du vent ; l'ingénieur Henri Dupuy de Lôme est chargé de trouver une solution à partir d'octobre 1870 : son aérostat expérimental fait un vol d'essai en février 1872 à Vincennes. Gonflé à l'hydrogène, faisant 36 mètres de long et 3 454 m3 de volume, il avance par propulsion humaine. Le projet s'arrête là. En 1883 et 1884, les frères Gaston et Albert Tissandier réalisent deux vols à bord d'un dirigeable propulsé avec un moteur électrique, qui manquait de puissance pour remonter le vent.
En 1879, le colonel Charles Renard obtient du ministère de la Guerre la récupération de la galerie des machines de l'exposition universelle de 1878 : la structure métallique sert à la construction à Meudon par Paul Renard du hangar Y (toujours debout à côté du site de l'ONERA). Dans ce hangar sont construits d'abord des ballons captifs, puis un dirigeable avec l'aide du capitaine Arthur Constantin Krebs : baptisé La France, ce dirigeable à structure souple fait 52 mètres de long, a un volume de 1 864 m3 et il est propulsé par un moteur électrique de huit chevaux-vapeur. Le 9 août 1884, il effectue le premier vol en circuit fermé, entre Chalais et Villacoublay (soit 7,6 km). Ce modèle expérimental ne fait que quelques vols d'essai.

## Course aux armements avant 1914
Dans les premières années du XXe siècle, le développement des moteurs à explosion et la course aux armements que se livrent la République française et l'Empire allemand dans tous les domaines ont comme conséquence le développement en parallèle de deux flottes de dirigeables destinés à des usages militaires.

### Développement en France
À partir de 1902, la société Lebaudy Frères se lance dans la construction aérostatique dans son hangar de Moisson, à côté de l'une de ses raffineries de sucre. En juillet 1905, les frères Paul et Pierre Lebaudy prêtent leur premier dirigeable, le Lebaudy (surnommé le Jaune en raison de sa couleur), à l'armée française pour quelques vols d'essai. Mais lors de son trajet entre Moisson et l'Est de la France, l'enveloppe du dirigeable se déchire sur un arbre ; reconstruit à Toul, c'est un semi-rigide de 56,5 m de long en toile caoutchoutée (de chez Continental, à Hanovre), il a un volume de 2 284 m3 et est propulsé par un moteur Daimler à essence de 40 ch. À Toul, il fait plusieurs ascensions, dont celle du 24 octobre 1905 avec le ministre de la Guerre Maurice Berteaux à bord. En 1906, il est offert à l'armée, qui l'utilise pour l'instruction à Chalais.

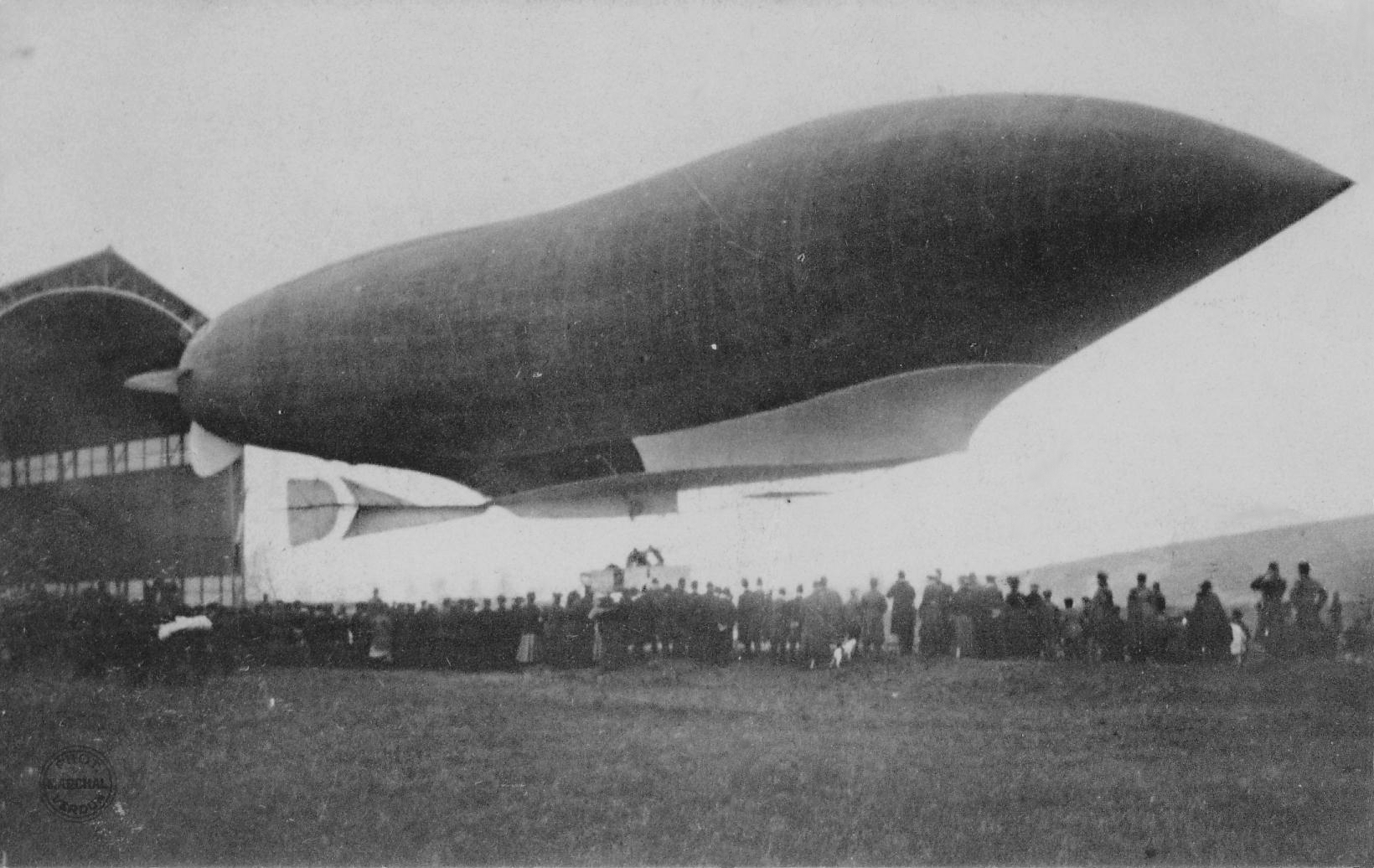
Le Patrie à Belleville-sur-Meuse près de Verdun, le 29 novembre 1907.

L'entreprise Lebaudy réalise un second dirigeable, commandé par l'armée en 1905, nommé Patrie, de 60 mètres de long pour 3 600 m3 et équipé d'un moteur Panhard et Levassor. Il fait son premier vol à Mousson le 16 novembre 1906 ; il quitte son lieu de construction pour Meudon le 15 décembre 1906 ; le 17, il fait un survol de Paris. Le 22 juillet 1907, le président du Conseil Georges Clemenceau et le ministre de la Guerre Georges Picquart font une ascension à bord. Le 23 novembre, il fait le voyage jusqu'à la place fortifiée de Verdun, où il est désormais affecté. Mais, à la suite d'une avarie du moteur, il se pose à Souhesmes-la-Grande le 29 novembre 1907, et fini emporté par le vent le 30, sans équipage : si, dans les premiers jours, les Français sont inquiets qu'il ne se trouve en Allemagne, il est repéré le 1er décembre matin au-dessus de Cardigan au Pays de Galles, puis l'après-midi à Holywood près de Belfast et enfin le 2 au large des îles Hébrides.

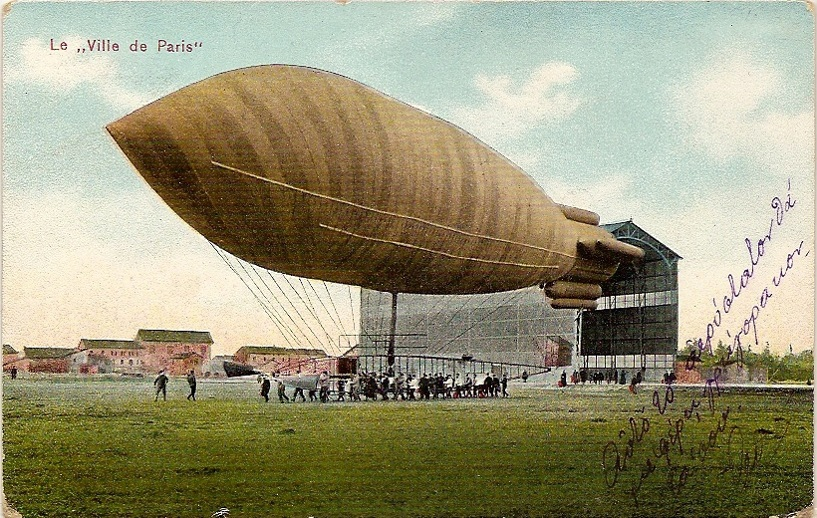
Le Ville-de-Paris, offert par Henry Deutsch de la Meurthe.

Le 2 décembre 1907, l'industriel Henry Deutsch de la Meurthe propose d'offrir à l'armée le Ville-de-Paris de 1906 en remplacement du Patrie. Ayant fait son premier vol le 11 octobre 1906, il fait 60 mètres de long pour 3 200 m3, puis a été modifié à 3 600 m3 en 1908. Le nouveau dirigeable arrive à Verdun le 15 janvier 1908 et reste opérationnel jusqu'en 1910.
À la suite de ces premiers vols opérationnels, plusieurs autres dirigeables sont commandés par l'armée : le premier est le République, livré en juillet 1908 par Lebaudy. Envoyé participer aux grandes manœuvres dans le Bourbonnais en septembre 1909, son retour est empêché par une rupture d'hélice, qui fait éclater l'enveloppe et s'écraser la nacelle près de Moulins (quatre morts). Il est remplacé à Meudon par le Liberté, un Lebaudy plus grand (4 600 m3) et avec un moteur plus puissant. Meudon accueille ensuite en 1911 le Capitaine-Marchal puis en 1912-1913 le Selle-de-Beauchamp, deux autres Lebaudy de 6 500 m3. Le 2 mai 1913, le Selle-de-Beauchamp arrive à Mourmelon-le-Petit.
D'autres constructeurs reçoivent des commandes militaires. En 1908, Édouard Surcouf et Henry Deutsch de la Meurthe fondent la société Astra à Issy-les-Moulineaux, qui réalise successivement le Colonel-Renard (Astra V), le Lieutenant-Chauré (Astra X), l’Adjudant-Réau (Astra XI) et le Conté (Astra XII). La société Clément-Bayard à Lamotte-Breuil construit l’Adjudant-Vincenot en 1911, le Dupuy-de-Lôme en 1912 et le Mongolfier en 1913. La société Zodiac à l'aérodrome de Saint-Cyr-l'École réalise le Capitaine-Ferber, le Commandant-Coutelle et le Spiess (premier dirigeable rigide français, finalement pas acheté par l'armée) en 1913.

### Usage par l'armée française

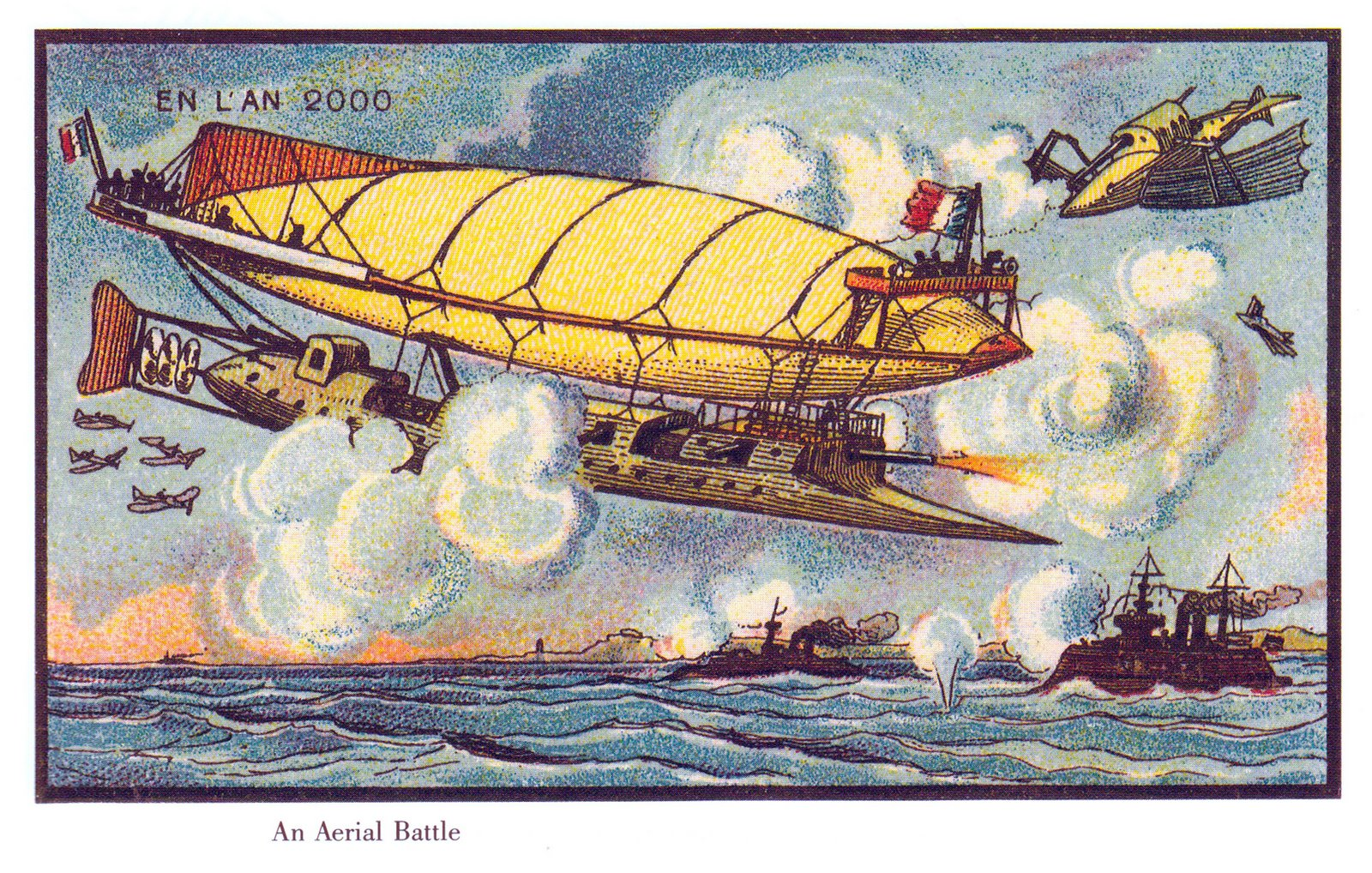
L'avenir (en l'an 2000) tel qu'imaginé en 1899 par des auteurs fantaisistes : de puissants croiseurs dirigeables, armés de canons.

Les différents modèles correspondent à des tailles définies par les militaires : les « vedettes » d'entrainement font environ 3 000 m3, les « éclaireurs » font 6 500 m3, les « croiseurs » de 9 000 m3 pour le bombardement, et il est prévu de commander des « grands croiseurs » de 20 000 m3 pour le bombardement lointain. En 1911, il est décidé d'abandonner l'emploi des ballons captifs pour les compagnies d'aérostiers, au profit des dirigeables aptes au bombardement. Quatre compagnies de place sont maintenues, avec en 1914 le Fleurus affecté au camp retranché de Verdun (à Belleville-sur-Meuse), l’Adjudant-Vincenot à celui de Toul (à Dommartin-lès-Toul), les Dupuy-de-Lôme et Mongolfier à Maubeuge (dans le quartier du Pont-Allant) et le Conté au camp retranché d'Épinal (sur le plateau de la Louvroie à Golbey) ; les autres dirigeables sont basées au camp de Châlons et à Saint-Cyr-l'École.
Rapidement l'emploi militaire des dirigeables est concurrencé par les avions. Après les premiers vols de Clément Ader en 1890 dans le parc d'Armainvilliers et des frères Orville et Wilbur Wright en 1903 sur la plage de Kitty Hawk, les « aéroplanes » (renommés « avions » en 1911 en hommage aux prototypes d'Ader) se perfectionnent rapidement. Le premier militaire à être breveté pilote (par l'Aéro-Club de France) est le capitaine Ferdinand Ferber, détaché du 19e RA, le 7 janvier 1909 (il est tué dans un accident d'avion le 22 septembre 1909) ; le premier avion livré à l'armée française est un biplan Wright à Satory le 10 février 1910. En septembre 1910, les grandes manœuvres de Picardie sont marquées par la participation du Clément-Bayard, du Liberté et du Ville-de-Paris, dont les hangars provisoires sont montés à Briot-Grandvilliers, mais surtout par celle de plusieurs avions. Les premières unités d'aviation sont créées en 1912.
Les grandes manœuvres du Sud-Ouest en 1913 montrent une certaine supériorité de l'avion sur le dirigeable. Elles ont lieu dans la partie orientale du Gers, entre les « bleus » (dirigés par le général Paul Pau, composés du 12e et du 18e corps, venant du nord) et les « rouges » (du général Nicolas Chomer, 16e et 17e corps, venant du sud). Les bleus ont le Fleurus, basé à l'aérodrome de Pau, tandis que les rouges ont l’Adjudant-Vincenot, basé à Albi. Le 11 septembre, le Fleurus approche de l'aérodrome du polygone de Toulouse (où les rouges ont leurs tentes à avion et leurs voitures ateliers), mais il est rapidement intercepté par les avions rouges et considéré comme détruit selon les arbitres. Sa lenteur le rend trop vulnérable.

### Développement des zeppelins

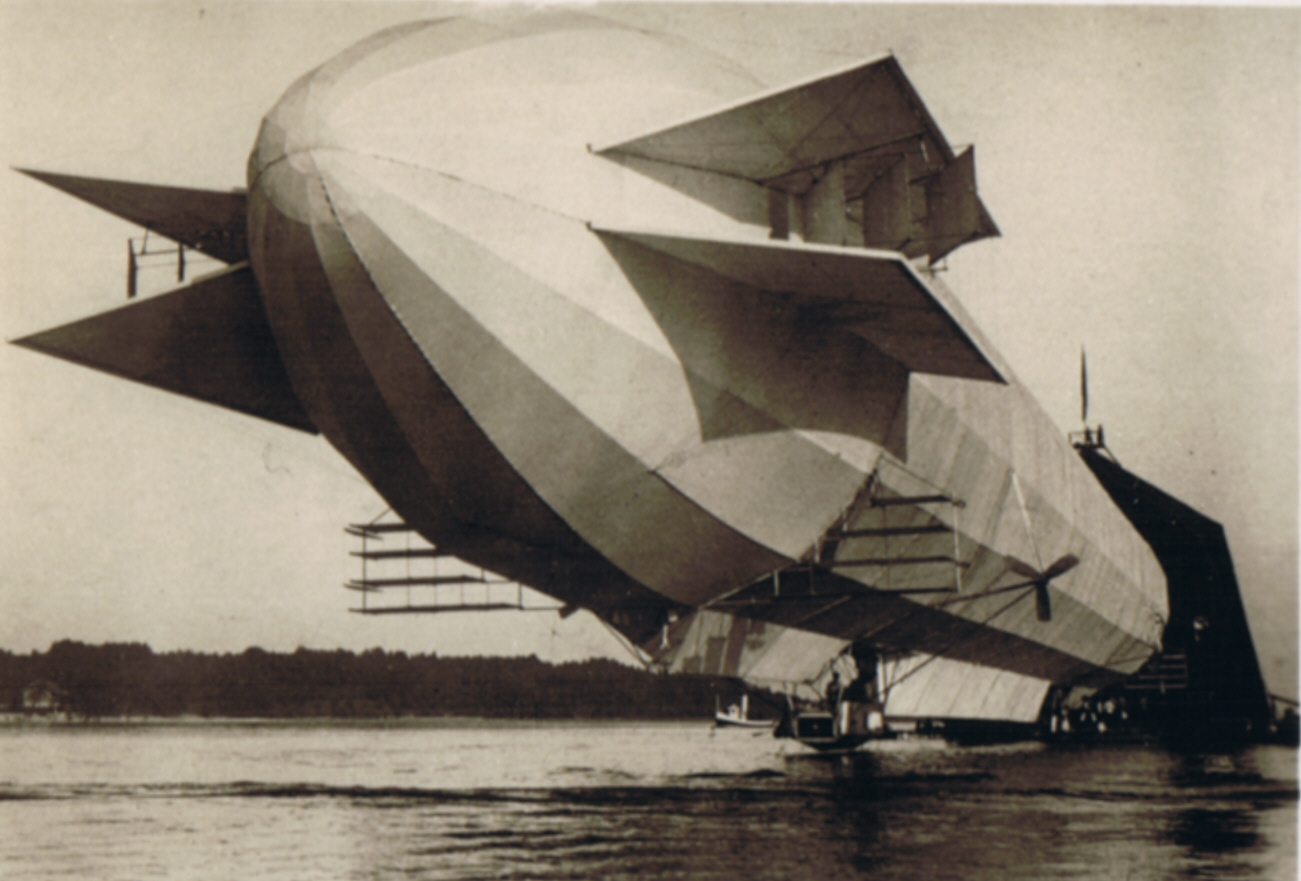
Le LZ-3 sortant du hangar à dirigeables flottant sur le lac de Constance : il fut le premier zeppelin militaire, sous le nom de Z-1.

Le premier zeppelin est le LZ-1 (LZ : Luftschiff Zeppelin, « aéronef Zeppelin »), construit en 1899 à Friedrichshafen et expérimenté en 1900. Il a comme particularités d'avoir une structure rigide (avec des ballonnets à l'intérieur) en aluminium et d'être plus grand que les modèles français : il faisait 128 mètres de long et un volume de 11 298 m3, propulsé par deux moteurs Daimler et gonflé à l'hydrogène. Par manque de financement, Zeppelin fit détruire son dirigeable.

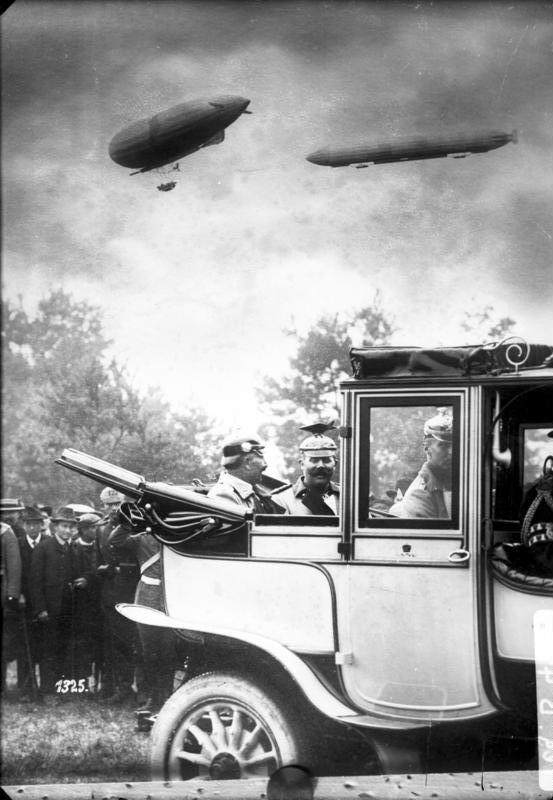
L'empereur Guillaume II et son invité François-Ferdinand aux Kaisermanöver de 1912. Les deux dirigeables (un parseval et un zeppelin) ont été rajoutés par photomontage : les grands dirigeables sont des instruments de prestige.

Si les forces armées allemandes ne crurent pas à l'intérêt d'employer le LZ-1, le développement des dirigeables militaires français les firent rapidement changer d'avis, avec le soutien de l'Empereur qui fonda le Kaiserliche Aero-Klub (l'« aéroclub impérial »). Le premier dirigeable de l'armée allemande est le LZ-3 : construit en 1906, il est acheté par les militaires en 1908, qui le renomment Z-I. Il se pose sur le terrain de Metz (alors une place forte allemande) le 4 juillet 1909. Sa structure et ses dimensions sont celles du LZ-1 : 126 mètres de long, 11 429 m3 et deux moteurs Daimler de 84 ch. Le but est de disposer d'un bombardier à grand rayon d'action, en commençant par former les équipages et les équipes au sol nécessaires : en 1910 sont fondées les Fliegertruppen, dépendant de l'armée, avec un large soutien de l'opinion publique allemande (ces dirigeables font partie des symboles de la puissance technologique et militaire allemande). Les modèles sont progressivement de plus en plus gros, malgré plusieurs accidents : le Z-II (LZ-5) de 15 000 m3 s'écrase à Weilbourg lors d'une tempête le 24 avril 1910 ; l’Ersatz Z-I (LZ-15), de 22 500 m3, est détruit lors d'un atterrissage le 19 mars 1913.
Le 3 avril 1913 à 6 heures du matin, le LZ-16 (futur Z-IV : 148 m de long, 21 000 m3 avec trois moteurs de 160 ch) fait son voyage inaugural de Friedrichshafen à Baden-Baden, mais, victime du vent et du brouillard, il franchit la frontière franco-allemande vers Belfort, passa Vesoul puis Épinal, Baccarat et le fort de Manonviller (repéré, il fait l'objet de télégrammes au ministère de l'Intérieur français). En début d'après-midi, il est au-dessus de Lunéville et, en manque d'essence et en perte d'altitude, vient se poser brutalement sur le Champ-de-Mars (le seul espace dégagé) où il est encadré par les escadrons du 17e chasseurs qui y étaient passés en revue par le général Lescot. Il fallut une compagnie du 2e BCP pour contenir la foule ; les officiers du génie firent retirer les bougies des moteurs, la structure fut amarrée avec des cordes et des piquets et les officiers allemands interrogés. Les douaniers, ainsi que les généraux Lescot, Varin et Contades, le sous-préfet et le maire, visitèrent les nacelles. En soirée, le capitaine allemand est escorté à la poste pour télégraphier à l'ambassade d'Allemagne à Paris, au ministère de la Guerre à Berlin et à la société Zeppelin à Friedrichshafen. Le lendemain 4 avril, arrivent une équipe civile allemande en automobiles (pour faire des réparations, le plein d'essence et d'hydrogène), une commission d'officiers français en tenue civile par le train (qui visita le dirigeable pendant deux heures), trois avions français (de l'escadrille d'Épinal), des photographes de presse et de tous les généraux des garnisons de Nancy, Toul et Épinal. En début d'après-midi, le dirigeable, réparé (mais couvert de quelques graffitis : (« bonjour, Strasbourg ! », « Vive la France ! » ou « sales Boches »), reçoit l'autorisation du gouvernement français de reprendre l'air ; il s'envole alors pour Metz. La presse française dénonça le survol des fortifications, la presse allemande fit de même sur les visites et photographies à l'intérieur.

Le zeppelin posé à Lunéville, gardé par les militaires français
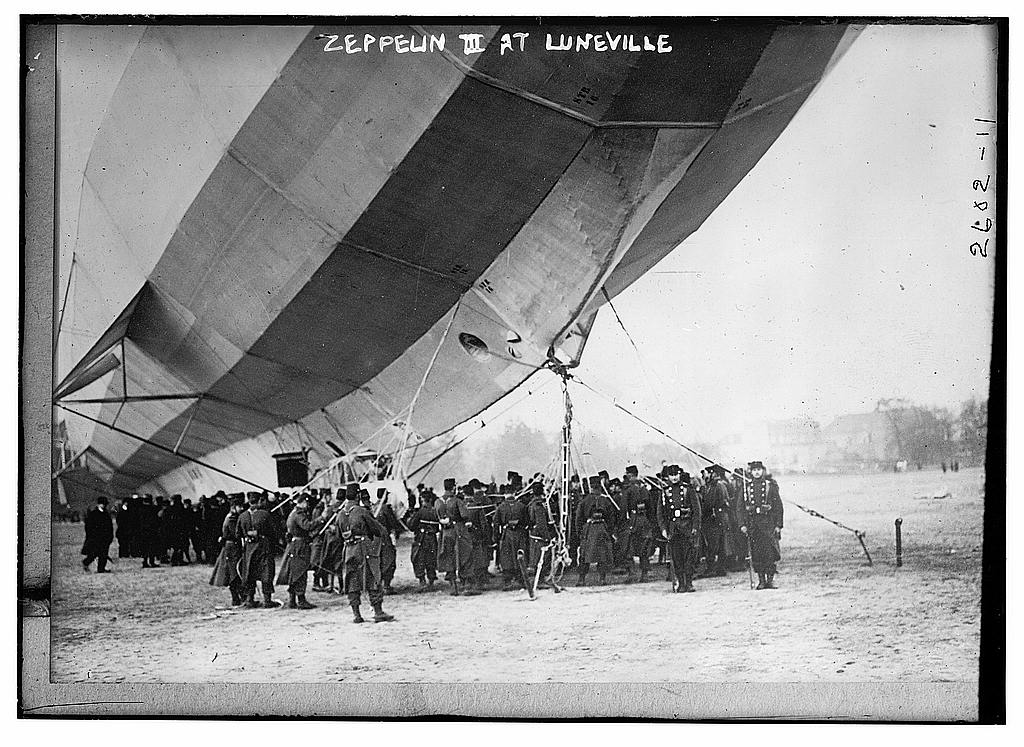

« Paris, 4 avril 1913. Mon cher ministre,
Le Gouvernement impérial à la connaissance duquel je m'étais empressé de porter les mesures que le Gouvernement de la République a prisés à l'occasion de l'atterrissage involontaire d'un dirigeable allemand à Lunéville vient de me charger d'être l'interprète auprès du Gouvernement de la République de sa vive reconnaissance pour la manière dont celui-ci a bien voulu terminer ce regrettable incident et que le Gouvernement impérial apprécie hautement. Il m'est bien agréable de m'acquitter de cette mission auprès de Votre Excellence, et je vous prie, mon cher ministre, d'agréer à cette nouvelle occasion les assurances de ma haute considération.
DE SCHOEN. »

— Lettre de remerciement transmise par l'ambassadeur allemand à Paris Wilhelm von Schoen au ministre des Affaires étrangères français Stephen Pichon.

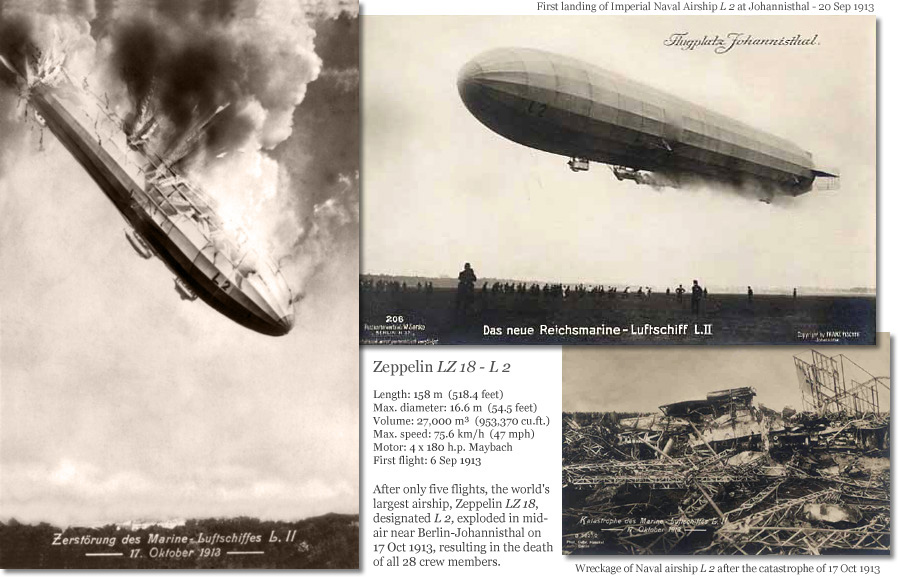
Le LZ-18 (L-2 dans la marine allemande).

De son côté, l'amiral Alfred von Tirpitz obtient le financement pour l'achat de dirigeables destinés à la marine impériale, destinés à la reconnaissance océanique. Le premier fut le LZ-14 (renommé L-1), livré par l'armée dès le 7 octobre 1912 : il est détruit par une tempête près d'Heligoland le 9 septembre 1913, faisant 14 morts. Le deuxième fut le LZ-18, de 158 m et 27 000 m3 avec quatre moteurs Maybach de 180 ch, qui fit son premier vol le 6 septembre 1913 et fut livré à l'aérodrome de Berlin-Johannisthal le 20 septembre pour prendre le nom de L-2 ; il est détruit accidentellement par l'explosion d'un moteur dès le 17 octobre, faisant 28 morts. Un troisième est livré en mai 1914, le LZ-24 (renommé L-3) de 22 470 m3.
Luftschiffbau Zeppelin n'était pas le seul fabricant de dirigeables à fournir les forces armées allemandes : la société Schütte-Lanz (de) (des noms de Johann Schütte et Karl Lanz), installée à Rheinau près de Mannheim, avait la particularité de construire la structure en lamellé-collé. Son SL-1 (131 m de long pour 19 000 m3, avec quatre moteurs Daimler de 500 ch), lancé en octobre 1911, est livré à l'armée (la marine ne voulant pas d'une structure en bois craignant l'humidité) le 12 décembre 1912 et détruit à Schneidemühl en juillet 1913 par un orage. Le SL-2 (144 m et 25 000 m3, avec quatre moteurs Maybach de 720 ch) fait son premier vol le 28 février 1914 et est envoyé en Galice en août 1914 pour aider l'armée austro-hongroise. Les dirigeables semi-rigides furent aussi testés par l'armée allemande, avec de 1907 à 1914 la série des quatre dirigeables Groß-Basenach (de) (le major Hans Groß était le commandant du bataillon d'aérostiers de Berlin) à Berlin-Tegel, quatre parseval sur les 19 produits de 1910 à 1914 par la Luftfahrzeug-Gesellschaft (la LFG, avec participations minoritaires au capital d'AEG et de Krupp) à Berlin-Adlershof (près de l'aérodrome de Johannisthal) et le Siemens-Schuckert I (de) (118 m et 15 000 m3) qui vola en janvier 1911 à Berlin-Biesdorf.
En août 1914, l'Empire allemand dispose de la plus importante flotte de dirigeables militaires, que ce soit par la taille des unités, leur armement ou leur nombre. Moins rapides que les avions, ils sont capables de transporter plusieurs tonnes de bombes, ont un rayon d'action et une résistance supérieure (il y a bien plus d'accidents d'avion que de dirigeable). Sur les 25 zeppelins construits avant août 1914, douze ont été achetés par l'armée et trois par la marine avant la déclaration de guerre ; tous les zeppelins civils peuvent être militarisés rapidement.

### Autres puissances
D'autres pays menèrent leurs expériences sur les dirigeables, mais avec du retard, et dans une bien moindre mesure, souvent après avoir acheté quelques modèles français ou allemand.
L'Empire russe acheta plusieurs dirigeables, notamment les Zodiac VIII Korshun et IX Chaika en 1910, les Parseval PL-7 Grif en 1910 et PL-14 Burewestnik en 1913, ainsi que le Clément-Bayard-5 en 1913. La production domestique commença à Ijora près de Petrograd : furent construits le Golub, le Sokol et l’Albatros.

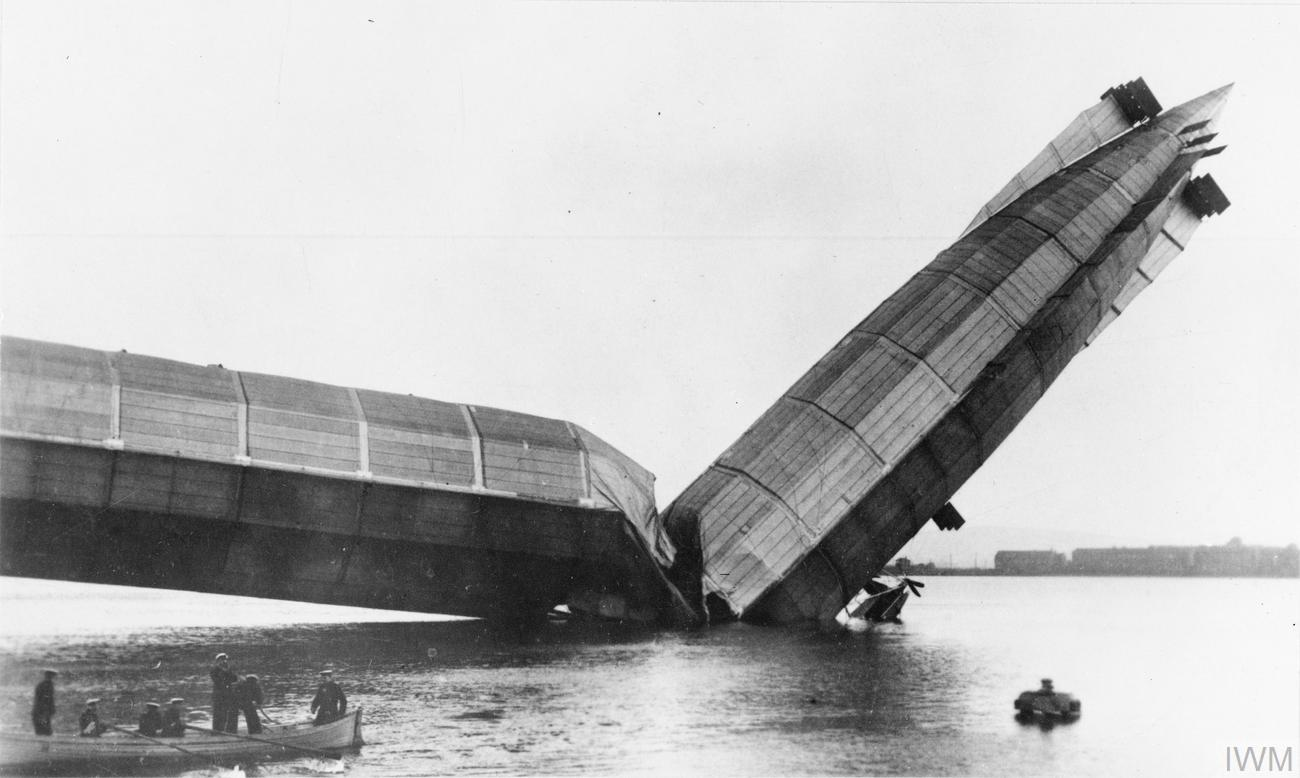
L'épave du HMA-1 Mayfly, renommé le Won't Fly par Winston Churchill lors d'un discours à la Chambre.

Au Royaume-Uni, plusieurs ballons ont été construits pour l'armée britannique dans l'Army Balloon Factory de Farnborough : le premier dirigeable fut le petit BA-1 (en) (BA pour British Army) nommé Nulli-Secundus en 1907. Pour faire face à l'apparition des premiers zeppelins, la société Vickers, Son and Maxim de Barrow-in-Furness réalisa pour la marine britannique le HMA-1 (HMA pour Her Majesty Airship, de 156 m de long et 18 800 m3 à structure interne en duralumin), qui fut cassé en deux par le vent avant son premier vol le 24 septembre 1911 à sa sortie du Cavendish Dock dans le port de Barrow. Après cet accident, le développement des dirigeables fut arrêté par la marine, le nouveau premier Lord de l'Amirauté, Winston Churchill, leur préférant les avions. L'armée poursuivit les expérimentations avec ses dirigeables, achetant quelques modèles à l'étranger : le Clément-Bayard-2 qui traversa la Manche en 1910, mais qui fut détruit par accident. Le Lebaudy Morning-Post qui fut payé par souscription des lecteurs du Morning Post et livré à Aldershot en 1910, mais finalement détruit par accident en 1911. La marine acheta malgré tout le Parseval PL-18 en Allemagne ainsi que l'Astra-Torres AT-14 français, livrés en 1913.
L'Empire austro-hongrois acheta à la société berlinoise Motor-Luftfahrzeug Gesellschaft le PL-4 de 1909, renommé M-1 (50 mètres de long et 2 450 m3), qui permit la construction du M-II (70 m et 4 800 m3) ; ces deux premiers exemplaires furent démantelés en 1913. En 1911, la société viennoise Koerting Maschinenbau AG construisit à Fischamend (près de Vienne) pour l'armée le M-III (68 m et 3 600 m3, qui fut détruit par accident le 20 juin 1914. Un hangar à dirigeables fut aménagé à Trieste pour les opérations navales au-dessus de l'Adriatique.

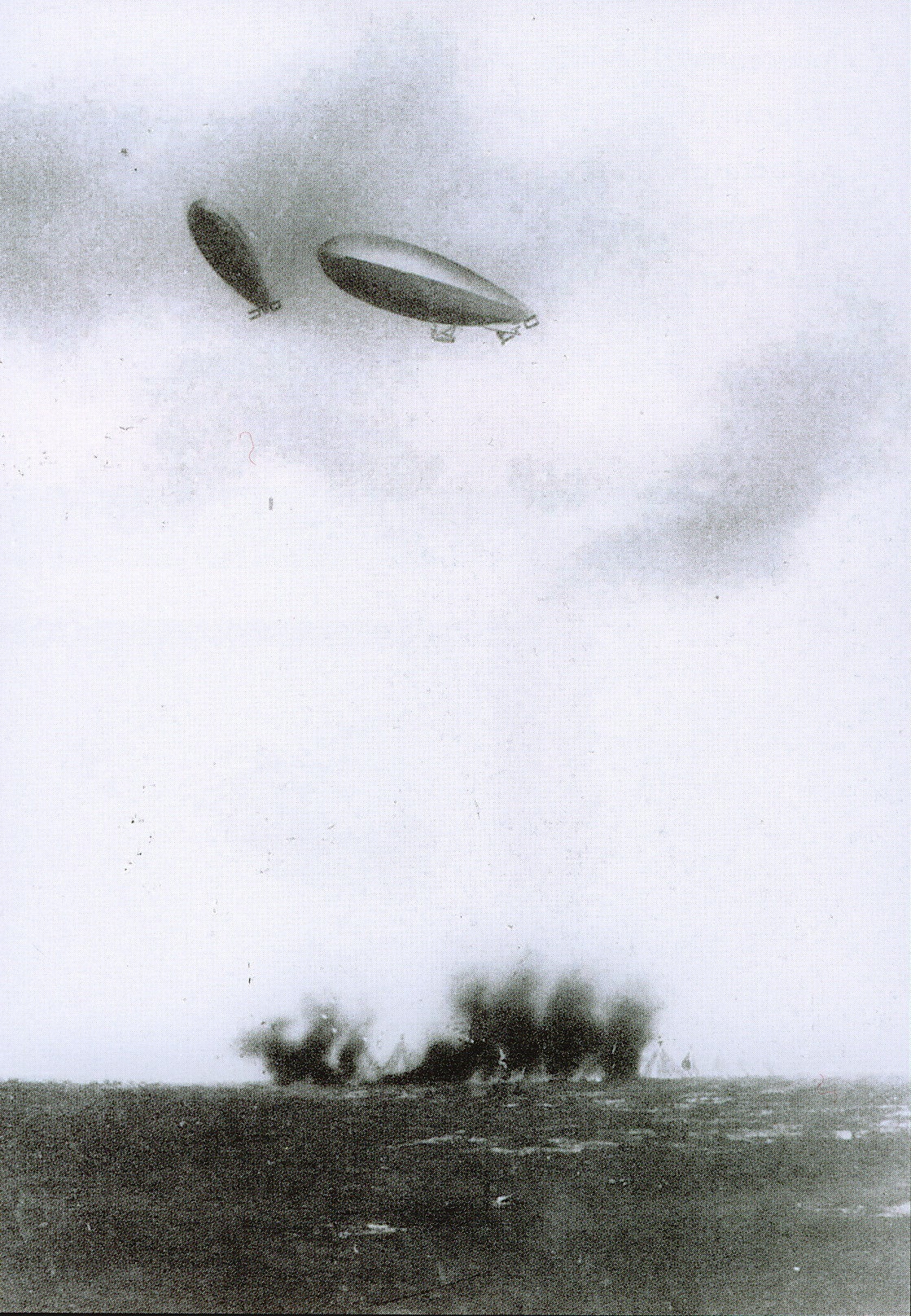
Dirigeables italiens bombardant les positions de l'armée ottomane en Libye en 1911 pendant la guerre italo-turque.

Le royaume d'Italie développa sa propre industrie aéronautique, notamment dans les ateliers de l'armée à Vigna di Valle (près de Rome) où fut assemblée le P-2 (63 m et 4 400 m3), puis les séries M, G et P. Des hangars furent notamment installés à Tripoli, Mirafiori (Turin) et sur l'île de Campalto (dans la lagune de Venise). L'ingénieur Enrico Forlanini, installé à Baggio (aujourd'hui un quartier de Milan), construisit une série de dirigeables, dont le premier fut acheté par souscription des Milanais (72 m et 11 800 m3, détruit par accident en avril 1914).
le royaume d'Espagne acheta en France en 1909 l’Astra-6, renommé l’España (64 m et 4 200 m3) et installé par l'armée à Guadalajara au Centro de Ensayos Aeronauticos.
Le royaume de Belgique acheta deux petits dirigeables d'instruction, La Belgique III (63 m et 4 200 m3) construit par l'entreprise Vivinus à Bruxelles en 1909 et un Zodiac en 1910. Les deux furent basés à Wilrijk près d'Anvers.
L'empire du Japon acheta un Parseval allemand en 1912, qui fut nommé le Yuhi. L'ingénieur Isaburō Yamada développa le Yamady-1 en 1910, puis les nos 2, 3 et 4 en 1911, à Tokorozawa (près de Tokyo).
l'Empire ottoman eut son dirigeable d'instruction, acheté en 1910 chez Parseval et basé à Yeşilköy (alors appelé « San Stefano » en Occident, le site de l'actuel aéroport d'Istanbul-Atatürk).
L'armée des États-Unis d'Amérique fit quelques vols d'essai à partir de 1908 avec le SC-1), basé à Fort Omaha. Un hangar flottant fut construit à Pensacola en 1915.
Enfin, en Suisse fut lancé le projet du Genève.

## Première Guerre mondiale
En août 1914, l'armée française disposait de 216 avions, pour sept dirigeables et autant de ballons captifs (du modèle sphérique E). Du côté de l'armée allemande, 238 avions, douze zeppelins, un Schütte-Lanz et sept compagnies d'aérostats d'armée sont mis en ligne, auxquels se rajoutent trois zeppelins civils, mobilisés et militarisés rapidement.

### Débuts décevants
Dès le début du conflit, les dirigeables subissent la concurrence des avions, moins endurants mais plus rapides, ainsi que les tirs de l'artillerie. Un hangar à dirigeables est une cible facile par ses dimensions et hautement inflammable par ses stocks d'hydrogène. Les pertes s'accumulèrent donc chez les deux principaux belligérants dès le début du conflit.
La première action de combat d'un dirigeable lors du conflit fut celle du zeppelin Z-VI (le LZ-21 pour le constructeur) : il faisait 140 mètres de long pour un volume de 19 500 m3 et il était propulsé par trois moteurs de 170 chevaux, ce qui lui donnait une vitesse maximale (sans compter le vent) d'environ 75 km/h. Il arriva au-dessus de Liège le 6 août 1914 vers 2 h 30, lâcha six projectiles (des obus modifiés avec des empennages) mais fut endommagé par les tirs belges : il dut se poser en catastrophe dans une forêt à l'ouest de Bonn. Le 14 août 1914, l'aérodrome allemand de Metz est attaqué par deux avions français : le hangar fut incendié, détruisant le LZ-9 (son nom dans l'armée était l’Ersatz Z-II) et le LZ-12 (le Z-III), qui venaient d'être réformés.
Trois autres zeppelins sont détruits au moment des premières offensives (lors de la bataille des Frontières et de celle de Tannenberg), tous les trois volaient trop bas (800 à 1 000 m) et furent criblés par les tirs d'infanterie et d'artillerie (l'affût de campagne du canon de 75 mm français permet un pointage jusqu'à 18°). À l'est, le Z-IV (LZ-16) bombarda Mlawa le 10 août et le Z-V (LZ-20) frappa Łódź le 11 ; le 22, c'est au tour des bivouacs russes respectivement près de Cumbinnen et de Novo-Georgievsk ; mais le 27 août 1914 le Z-V se fait tirer dessus lors de sa mission sur Mlawa et Illowo et fut contraint par ses fuites de gaz à un atterrissage d'urgence ; il fut incendié par son équipage. À l'ouest, les Z-VII (LZ-22) et Z-VIII (LZ-23) sont envoyés sur les arrières françaises dans le massif des Vosges : le premier, envoyé sur le fort de Manonviller, fut touché de multiples fois et s'écrasa dans les bois à Saint-Quirin (côté allemand) le 21 août, le second passa le 22 trop près du parc d'artillerie du 21e corps à Badonviller près du col de la Chapelotte, se fit canonner et s'effondra en forêt de Celles au lieu-dit les Collins ; l'équipage arriva à s'enfuir. Enfin, le Z-IX (LZ-25) réussit deux raids nocturnes, les 24-25 août sur Anvers et les 25-26 septembre sur Boulogne-sur-Mer. Ces actions entraînèrent des réactions britanniques : le 8 octobre, deux avions Sopwith Tabloid (décollant de Wilrijk près d'Anvers, deux jours avant la capitulation de la ville) bombardèrent le hangar de Golzheim près de Düsseldorf (avec seulement deux petites bombes de 10 kg), faisant exploser le Z-IX ; le 21 novembre, des Avro 504 partis de Belfort attaquèrent Friedrichshafen ; le 25 décembre, les hangars de Cuxhaven (l'avant-port de Hambourg) sont visés lors d'un raid aérien britannique.
Les dirigeables français Dupuy-de-Lôme et Conté furent quant à eux détruits dès le mois d'août 1914 par les tirs amis de l'artillerie française, qui les avait confondu avec des zeppelins. En conséquence, les quelques dirigeables français furent interdits de vol dans la zone des armées à partir d'octobre 1914. Les missions de bombardement des arrières allemandes reprirent plus tard de façon marginale, jusqu'à ce que l’Adjudant-Vincenot soit détruit par l'artillerie allemande deux ans plus tard, en juin 1916 au sud de Verdun, puis que le Pilâtre-de-Rozier s'écrase à Voellerdingen le 24 février 1917 tuant les neuf membres d'équipage.

### Lutte anti-sous-marine

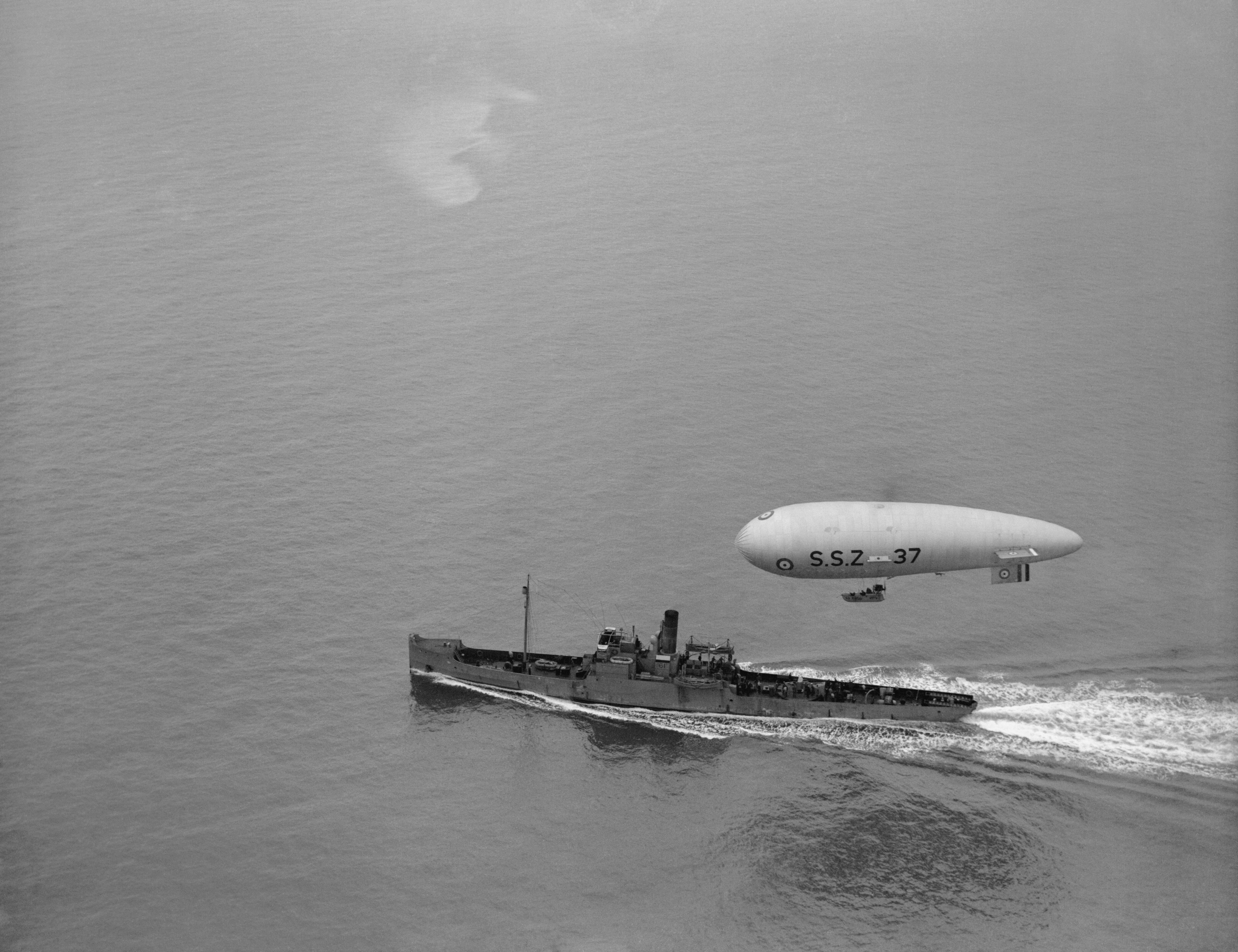
Un dirigeable britannique classe SS (le SSZ-37) accompagné d'un sloop chasseur de mines.

Le Royaume-Uni entra en guerre avec trois petits dirigeables, utilisés à titre expérimental au sein du Royal Naval Air Service (RNAS) : le Willows No. 4 (HMA-2, HMA pour His Majesty's Naval Airship : « aéronef naval de Sa Majesté ») du gallois Ernest Willows (premier vol en 1912, 33 mètres de long), un Astra-Torres (AT-14, HMA-3) de fabrication française et un Parseval (PL-18, HMA-4) de fabrication allemande, ces deux derniers livrés en 1913. En août 1914, les HMA-3 et 4 sont au-dessus de la Manche pour protéger la traversée de la BEF.
Quand, le 28 février 1915, la marine allemande décréta que les eaux entourant les îles britanniques étaient une zone de guerre, l'amiral John Fisher fit lancer la production de dirigeables pour leur confier des missions de lutte anti-sous-marine. Les sous-marins de l'époque naviguaient essentiellement en surface, la propulsion immergée se faisait sur batterie, et les sous-marins restaient visibles à faible profondeur, pour des missions d'escorte et de repérage des éventuelles mines. Un total de 215 dirigeables fut construit pendant la guerre, principalement sur la base de Kingsnorth (en), sur la rive de la Medway. Plusieurs furent livrés aux marines françaises, italiennes et américaines. Ils étaient à peu près tous de la même taille, 43,7 m de long, 1 700 puis 2 000 m3 et un moteur de 75 puis 100 ch : la classe SS (en) (Submarine Scout ou Sea Scout, basée sur le Willows) de 1915 à 1918, la classe C (en) (Coastal, basée sur l'Astra-Torrès) en 1916 et de la classe NS (en) (North Sea, une amélioration de la classe C) à partir de 1917.
Deux zeppelins tombés partiellement intact aux mains des Alliés permirent à ces derniers de faire de la rétro-ingénierie sur la technologie des dirigeables à coque rigide : le L-33 posé à Little Wigborough le 24 septembre 1916 et le L-49 à Bourbonne-les-Bains le 20 octobre 1917, ce qui donna la série Type 33 britannique en 1919 (le R-34 fut le premier aéronat à effectuer un aller-retour entre l'Europe et les Etats Unis en juillet 1919) .

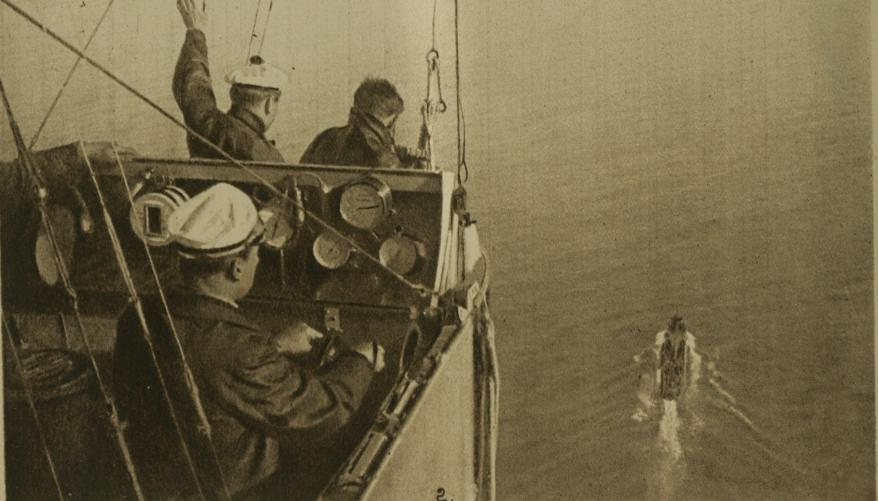
Un dirigeable de la marine française au-dessus de la mer, en janvier 1918, pour protéger les convois de matériel et de troupes venant d'Amérique.

En 1916, les quelques dirigeables français survivants furent tous affectés à l'aéronautique navale de la Marine nationale, qui les utilisa en complément de ses hydravions. 12 « centres d'aérostation maritime » ou CAM furent créés, accueillant jusqu'à 37 dirigeables, des vedettes et des éclaireurs semi-rigides, majoritairement neufs construits par Zodiac (préfixe VZ), Astra-Torres (AT) et Chalais-Meudon (CM, constructeur d'État à Saint-Cyr), ainsi que quelques souples de fabrication britannique (des Sea-Scout) : Saint-Cyr (pour la formation des équipages au sein de la Commission d’études pratiques des dirigeables, la CEPD), Marquise (pour assurer la protection des atterrages à Boulogne-sur-Mer), Sainte-Adresse (pour Le Havre), Écausseville-Montebourg (il existe toujours, près de Cherbourg), Guipavas (Brest), Saint-Viaud-Paimbœuf (en face de Saint-Nazaire), Luçon (pour La Rochelle-La Pallice), Soubise (Rochefort), Aubagne-Gémenos (Marseille), Cuers-Pierrefeu (Toulon), La Sénia (Oran), Baraki (Alger) et Sidi-Ahmed (Bizerte),. On peut noter que, durant la guerre, la France avait eu, comme les Britanniques, la velléité de construire un grand rigide copie de Zeppelin sur la base de Cuers-Pierrefeu, le F.2, mais ce projet n'aboutit pas, à l'exception de la base de Cuers-Pierrefeu qui ne fut achevée qu'en 1922.

### Missions longue distance

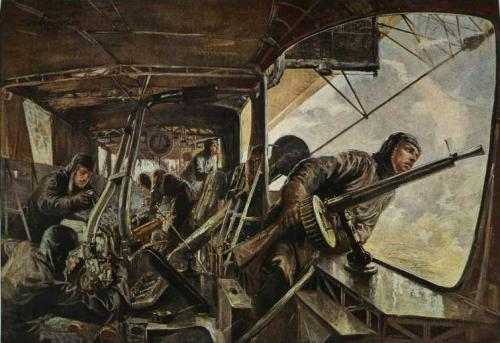
Une partie de l'équipage (ils sont 18 en tout) à bord d'une des nacelles d'un zeppelin lors d'une mission : mitrailleur, mécaniciens et guetteur à leurs postes. Aquarelle de, 1917.

Fin 1914, six dirigeables ont survécu côté allemand : le SL-2 envoyé soutenir les Austro-Hongrois en Galice dans le camp retranché de Przemyśl ; le L-3 (LZ-24) de la marine, occupé à des missions de reconnaissance en mer du Nord (il fut détruit en février 1915 après un atterrissage forcé à Ebsjerg au Danemark) ; le Z-IV (LZ-16) en province de Prusse-Orientale qui bombarda Insterbourg, Białystok et Varsovie en septembre 1914, puis limité à des reconnaissances en octobre ; ainsi que les trois civils de la DELAG mobilisés, le Sachsen (LZ-17) qui bombarda Anvers, le Hansa (LZ-13) qui fit de la reconnaissance en mer Baltique et le Viktoria Luise (LZ-11) qui servit de navire-école (détruit par accident en octobre 1915). L'armée et surtout la marine allemande commandèrent la construction de nouveaux dirigeables, encore plus gros pour voler plus haut en transportant toujours plus de bombes : Zeppelin en livra un total de 88 (LZ-26 à LZ-113, à structure désormais en duralumin) pendant toute la guerre et Schütte-Lanz (de) 14 (SL-3 à SL-15 et le SL-20). Les installations de Löwental à Friedrichshafen sont complétées par celles de Potsdam et de Berlin-Staaken, qui ont l'avantage d'être hors de portée des bombardiers alliés de l'époque.
Alors que les avions étaient chargés de bombardement de jour, les dirigeables allemands reçurent l'ordre, le 7 janvier 1915, de bombarder de nuit les installations militaires et portuaires du Sud-Est de l'Angleterre. Le premier raid eut lieu la nuit du 19 au 20 janvier 1915 par deux zeppelins sur le Norfolk (King's Lynn et Great Yarmouth) : il y eut alors quatre morts et 16 blessés. le 22 février, un zeppelin bombarda la gare des Fontinettes à Calais. Le 21 mars 1915, des dirigeables attaquèrent Paris et, le 13 avril, Newcastle upon Tyne. Le 30 mai 1915, ce fut au tour de Londres de subir pour la première fois un raid de bombardement.
Les pertes s'accumulèrent côté allemand, par accident ou au combat. La défense anti-aérienne britannique se développant, avec des projecteurs, des canons anti-aériens et des chasseurs, les dirigeables durent opérer de plus en plus haut (montant au-delà de 5 000 mètres d'altitude) et les raids comprirent jusqu'à une dizaine de dirigeables. Le plus important fut le raid du 19 au 20 octobre 1917 sur l'Angleterre, avec onze zeppelins au départ, mais le vent les dispersa lors du retour, les poussant jusqu'en France : le L-44 fut incendié en vol par l'artillerie française et s'écrasa près de Saint-Clément. Le L-45 fut incendié au sol à Mison, le L-49 fut forcé par la chasse à atterrir entre Serqueux et Bourbonne-les-Bains, le L-50 (89) en panne de carburant atterrit à Dammartin-sur-Meuse mais repartit après s'être allégé pour se perdre en Méditerranée (il est aperçu une dernière fois près de Fréjus). Quant au L-55 (LZ-101), il échappa à la chasse en montant jusqu'à 7 600 mètres (soit 24 600 pieds : record d'altitude pour l'époque). Le 5 janvier 1918, les quatre hangars d'Ahlhorn explosèrent accidentellement, à la chaîne, détruisant cinq dirigeables (les L-46, L-47, L-51, L-58 et SL-20), faisant en tout 14 morts et 134 blessés. Le 19 juillet 1918, la base de Tondern est attaquée par les Sopwith Camel ayant décollé du porte-avions HMS Furious, les bombes faisant exploser les L-54 et L-60. Le dernier raid arriva sur l'Angleterre lors de la nuit du 5 au 6 août 1918, composé de trois zeppelins avec le korvettenkapitän Peter Strasser (en) (chef de la Marine-Luftschiff-Abteilung, la section des aéronefs de la marine), à bord du L-70 (LZ-112). Le raid fut intercepté à 5 000 m d'altitude par un Airco DH.4 britannique, qui mitrailla et abattit en flammes le L-70 devant Wells-next-the-Sea (dans le North Norfolk), tandis que deux autres dirigeables faisaient demi-tour, s'échappant en prenant de l'altitude.
Cinquante et un raids sont ainsi accomplis sur l'Angleterre, pour environ 5 800 bombes (soit plus de 200 tonnes) avec un total de 577 tués et 1 358 blessés, l'effet fut surtout psychologique. Ces raids furent considérablement instrumentalisés par la propagande britannique pour montrer la « barbarie » de l'adversaire.

Les zeppelins vus par les médias de leurs adversaires
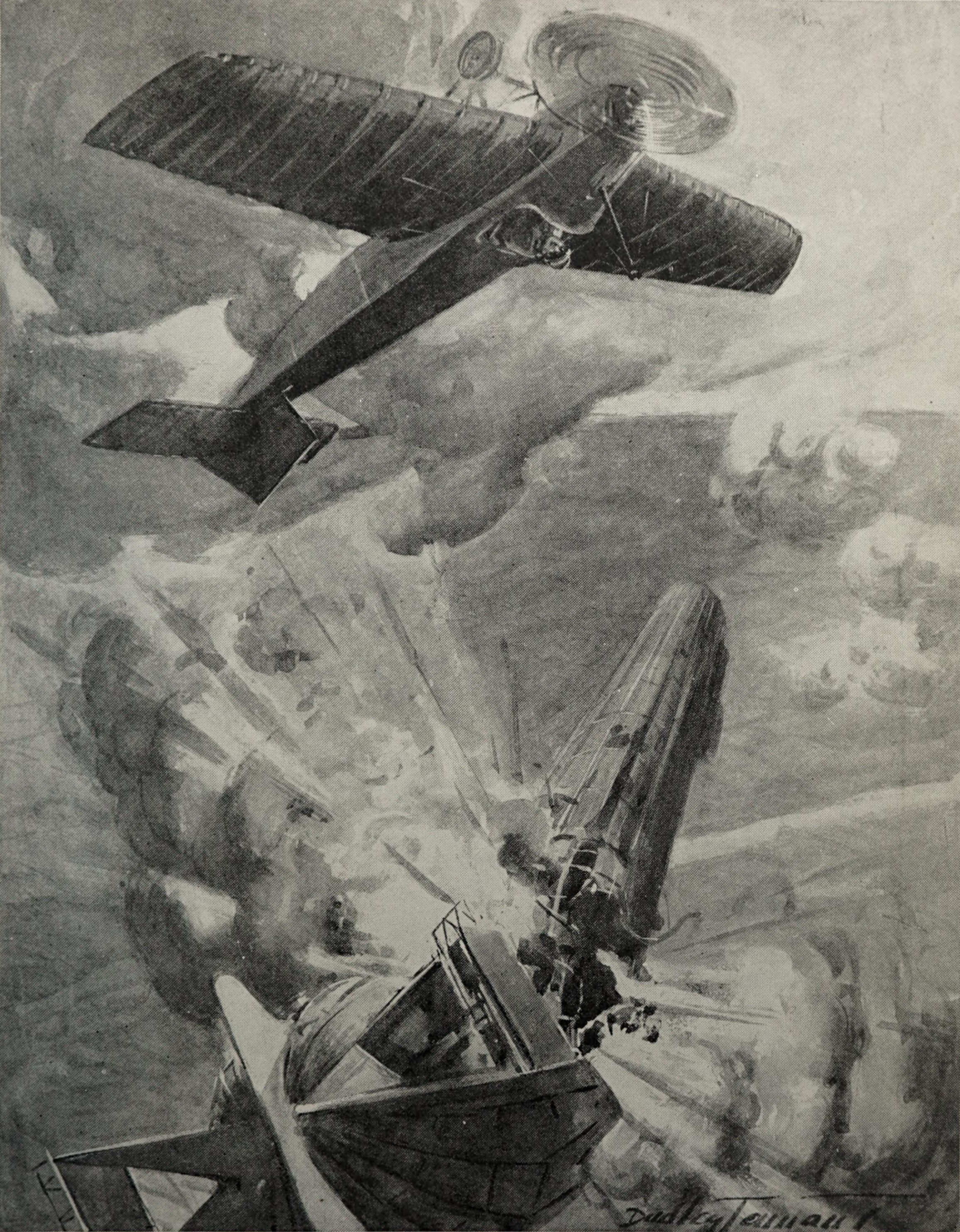
Illustration dans The War Illustrated du 19 juin 1915 : « Le grand exploit aérien du lieutenant Warneford »[42]. Il obtient la Victoria Cross pour avoir détruit le LZ-37 près de Gand le 7 juin 1915.
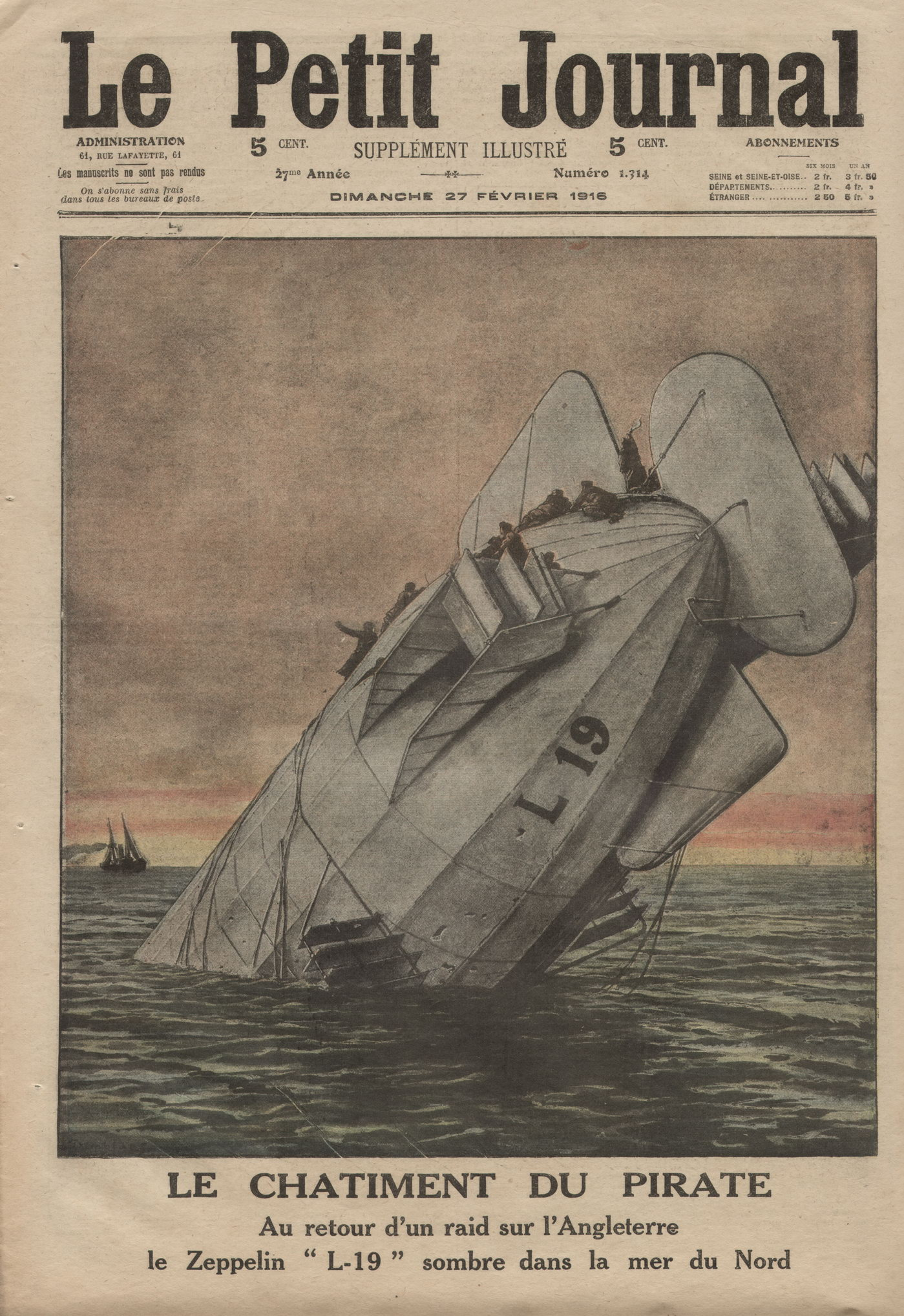
Le Petit Journal du 27 février 1916 : « Le châtiment du pirate. Au retour d'un raid sur l'Angleterre le Zeppelin L-19 (en) sombre dans la mer du Nord[43]. »
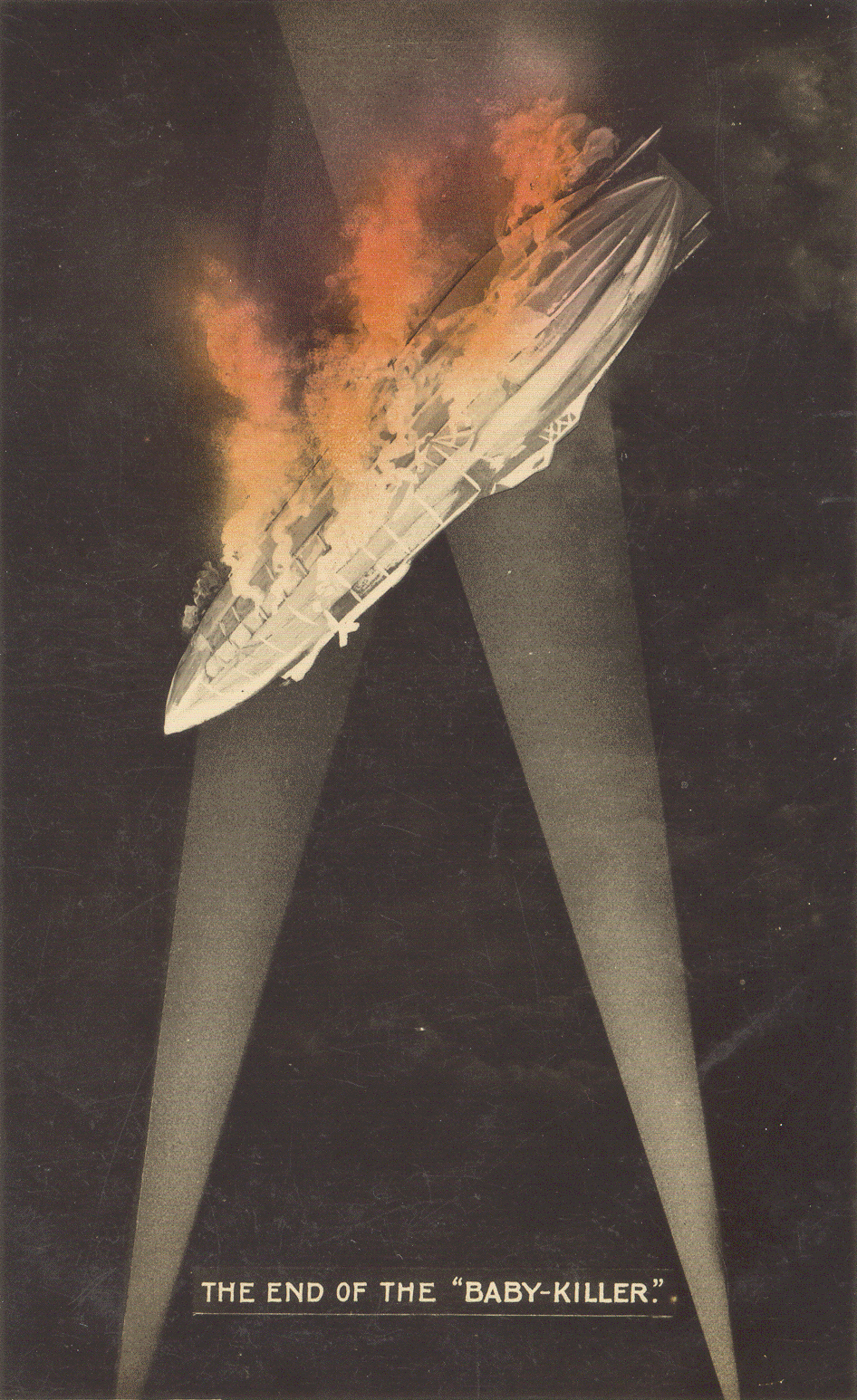
« La fin du tueur de bébé » : zeppelin encadré par les projecteurs adverses et tombant en flammes. Carte-postale de propagande britannique en 1916.
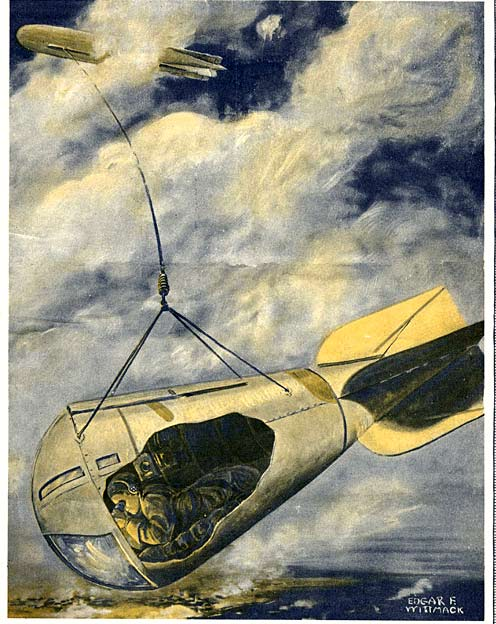
Scientific American du 23 décembre 1916 : une nacelle d'observation pendue à un zeppelin, pour voir sous les nuages. La navigation se fait encore à vue.

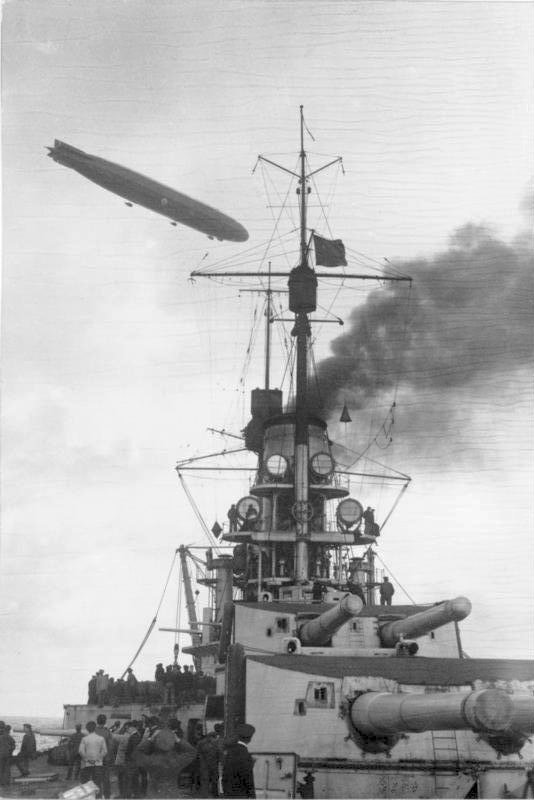
Le SL-8 vu depuis le, pendant l'opération Albion en 1917 : le dirigeable et le cuirassé ont la même longueur (174 m). Les zeppelins furent surtout utilisés pour faire des patrouilles maritimes.

Quelques dirigeables furent envoyés dans les Balkans. En novembre 1915, le LZ-81 est utilisé pour transporter des diplomates allemands jusqu'à Sofia et ainsi impressionner le gouvernement bulgare. En 1916, un autre zeppelin fit des raids contre Salonique au départ de la base hongroise de Szentandras (aujourd'hui Sânandrei, dans le Banat roumain). Il est abattu en mai 1916. Bucarest et Ploiești furent touchées en août et septembre 1916.
Le L-59 (en) (LZ-104 : 226,5 m de long, 68 470 m3, cinq moteurs Maybach de 240 ch) reçut une mission particulière en novembre 1917 : faire route jusqu'en Afrique orientale allemande (l'actuelle Tanzanie) pour ravitailler les troupes du général von Lettow-Vorbeck qui s'y battaient encore. Seul un aller simple était prévu, à cause de l'impossibilité de produire de l'hydrogène sur place. La cargaison de plusieurs tonnes comprenait des mitrailleuses, des munitions, des pièces de rechange, de la nourriture, des fournitures médicales et des croix de fer : l'enveloppe du dirigeable devait être transformée en tentes, la toile de coton des ballonnets servir de bandages et les poutrelles d'aluminium transformées en tours de garde. Après un premier voyage de Friedrichshafen à Yambol en Bulgarie, le dirigeable traversa la Méditerranée et remonta la vallée du Nil. Près de Khartoum, il reçut par radio un faux ordre codé d'abandon de mission (envoyé par les Britanniques) et rentra à sa base de départ après un voyage de 6 700 km en 95 heures. Le L-59 bombarda plus tard Naples les 11-12 mars 1918 et Port-Saïd, puis fut finalement détruit accidentellement au-dessus du canal d'Otrante le 7 avril 1918 lors d'une mission de bombardement sur Malte.

## Entre-deux-guerres

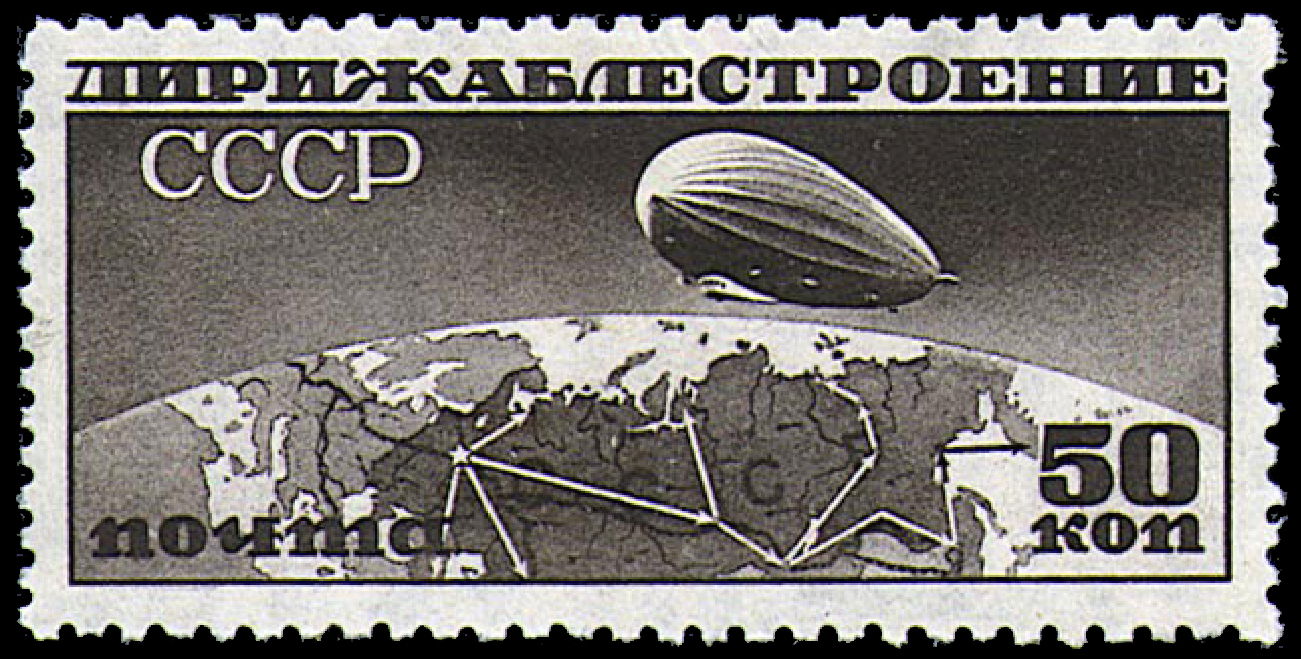
Timbre soviétique représentant les voyages du SSSR-V6 OSOAVIAKhIM (l'OSOAVIAKhIM était une organisation sportive de préparation au service militaire) de 105 m de long et de 19400 m3 ; il s'écrasa en 1938 près de Kandalakcha.

Après la fin de la Grande Guerre, de nombreux pays se lancèrent dans l'expérimentation des dirigeables, en rachetant les surplus militaires des vainqueurs (Britanniques, Français ou Italiens). L'Argentine, la Pologne, les États-Unis et les Pays-Bas achetèrent notamment de petits dirigeables Zodiac qui avaient servi aux patrouilles en Méditerranée : par exemple le Commandant-Coutelle de 50 mètres de long et de 3 150 m3 fut ainsi renommé par l'armée polonaise le Lech (en) et affecté au bataillon de ballons de Toruń jusqu'en 1928. L'Union soviétique développa quelques gros dirigeables avec l'aide technique d'ingénieurs italiens. Le Japon expérimenta aussi quelques semi-rigides, l'Astra-Torres AT-24 et le Parseval PL-13 (renommé Yuri).
Quant aux vainqueurs, ils reconvertirent leur industrie militaire dans des productions civiles et retirèrent vite du service les modèles devenus obsolètes : ce fut par exemple le cas de l'armée et de marine italienne avec les semi-rigides développés par les ingénieurs Umberto Nobile et Enrico Forlanini pendant le conflit.

### Livraison des zeppelins
L'armistice entre l'Allemagne et les Alliés du 11 novembre 1918 ne mentionne pas de livraison de dirigeable (mais celle de 150 000 wagons, 5 000 locomotives, 5 000 camions, 5 000 canons, 3 000 Minenwerfer, 2 500 mitrailleuses, 1 700 avions de combat et tous les sous-marins allemands). Par contre, le traité de paix signé à Versailles le 28 juin 1919 le mentionne : l'article 198 précise que « les forces militaires de l'Allemagne ne devront comporter aucune aviation militaire ni navale » ; l'article 202 ordonne la livraison aux alliés  de tout le matériel de l'aéronautique militaire et navale allemande, dont « les ballons dirigeables en état de vol, en cours de fabrication, en réparation ou en montage ; les appareils pour la fabrication de l'hydrogène ; les hangars des ballons dirigeables […] ». C'est la fin des zeppelins militaires en Allemagne, dont six appareils opérationnels furent incendiés par leur équipage deux jours après le sabordage de la flotte allemande à Scapa Flow, le 23 juin 1919.
Sur les 8 appareils opérationnels restants, 2 furent livrés à la France (LZ-113 et L-72), 2 au Royaume-Uni (L-64 et L-71), 2 à l'Italie (L-61 et LZ-120), un au Japon (L-37) et un à la Belgique (L-30). A noter que seuls la France et l'Italie feront revoler leurs appareils.

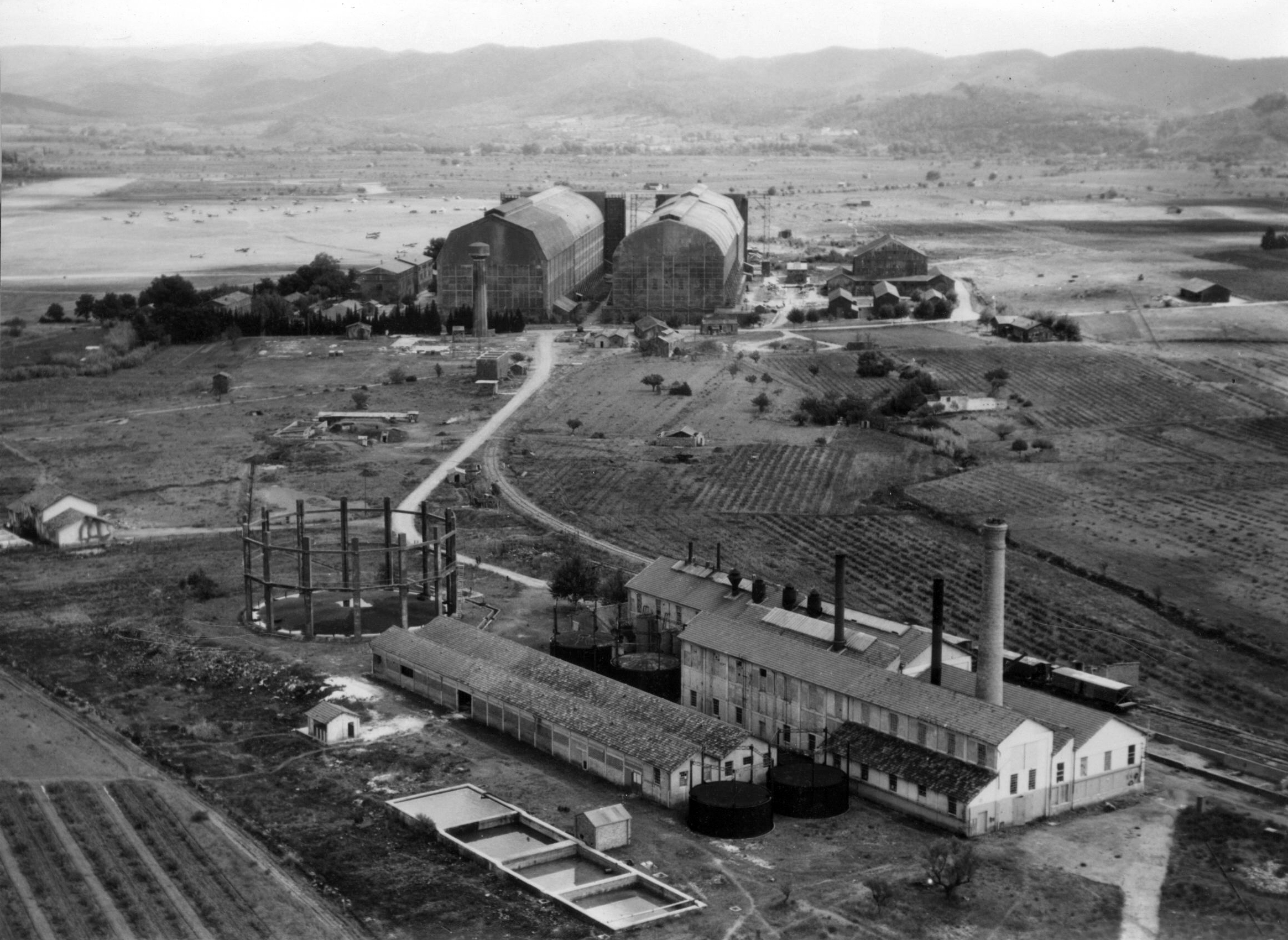
Le centre d'aérostation maritime de Cuers-Pierrefeu : au premier plan les deux usines de production d'hydrogène et leur gazomètre, avec au second plan les deux hangars à dirigeables (pour le Dixmude et le Méditerranée). Les hangars, longs de 250 m et hauts de 45 m, ont été construits de 1918 à 1922 à partir des hangars démontés de Belfort, Verdun, Toul et Épinal. Ils furent détruits en 1988.

Au sujet du L-72 (numéro de série LZ-114), il venait d'être à peine achevé à la veille de l'armistice et n'avait pas été livré à la Marine impériale. C'était un des plus gros zeppelins jamais construits avec 226 mètres de longueur, 24 mètres de diamètre, un volume de 68 500 m3 et six moteurs Maybach de 245 ch. Arrivé le 11 juillet 1920 à Maubeuge, où il fut placé sous le commandement du LV Jean du Plessis de Grenédan, il en repartit le 10 août pour survoler Paris et rejoindre le centre d'aérostation maritime de Cuers-Pierrefeu, près de Toulon qui était encore en construction. En octobre 1920, il est renommé Dixmude. Regonflé en 1923, il fut affecté à la marine de guerre en Méditerranée. Le 21 décembre 1923, de retour d'une croisière dans le Sahara jusqu'à In Salah, il fut foudroyé entre Tunis et la Sicile et explosa : la catastrophe fit 50 morts dont 10 passagers. Cet accident condamna définitivement l'usage des dirigeables rigides dans les forces armées françaises.
Deux zeppelins de plus furent quand même livrés par l'Allemagne, mais au titre d'indemnité de guerre : comme la somme à payer par elle aux vainqueurs était considérable (132 milliards de marks), des compensations en nature fut proposées et acceptées lors de la conférence de Spa. Les deux dirigeables de la DELAG (de 130 m et de 22 500 m3), lancés après la guerre, furent donc saisis et livrés en 1921 : le Bodensee (LZ-120) à l'Italie, qui le renomma Esperia et l'utilisa jusqu'en 1928 (142 sorties), tandis que le Nordstern (LZ-121) arriva en France le 13 juin 1921 (à l'aérodrome de Saint-Cyr-l'École), fut renommé Méditerranée et affecté à la marine de guerre, avec Cuers-Pierrefeu comme port d'attache. Il fut retiré du service et démonté en 1926 (56 sorties).
Au Royaume-Uni, l'Amirauté termina la construction de ses grands dirigeables à structure rigide copiant le zeppelin L-33 allemand : les R-33 et R-34 firent leur premier vol en 1919, ainsi que les R-36 (en) et R-38 (en) en 1921. Ce dernier, vendu à la marine des États-Unis, qui le renomma sous le code ZR-2, s'écrasa dans l'Humber le 23 août 1921. L'accident fit 44 morts. Complété par celui du R-101 civil en 1930 à Allonne (48 morts), ces accidents condamnèrent l'emploi des dirigeables au sein de la Royal Navy. La RAF n'en a plus voulu depuis 1919.

### Développement aux États-Unis

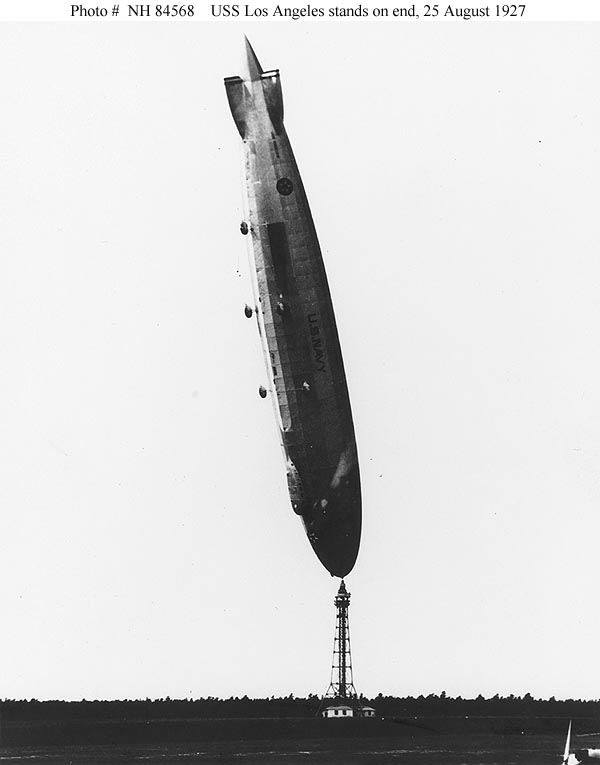
L' en difficulté, à Lakehurst le 25 août 1927. Être plus léger que l'air peut poser des problèmes.

L'armée des États-Unis avait déjà utilisé des ballons captifs pour l'observation lors de la guerre de Sécession entre 1861 et 1865, puis lors de la guerre hispano-américaine en 1898. De 1908 à 1912, elle expérimenta le dirigeable SC-1 (SC pour Signal Corps) de 28 mètres de long, un volume de 570 m3 et avec un moteur de 20 ch. Une centaine de ballons d'observation de fabrication française, ainsi que quatre petits dirigeables sur la base de Paimbœuf utilisés pour la protection du port de Saint-Nazaire, furent utilisés par l'American Expeditionary Force pendant la Première Guerre mondiale sur le front occidental.
En mars 1921, l'armée acheta pour son Air Service le Roma, un dirigeable semi-rigide de fabrication italienne (125 m de long, 33 810 m3 avec six moteurs Liberty L-12 de 400 ch) qui s'écrasa à Norfolk le 21 février 1922 lors des tests, après avoir touché des lignes à haute tension. Il y eut 34 morts et l'accident motiva encore plus le remplacement de l'hydrogène par de l'hélium, un peu moins efficace, mais ininflammable. Dans les années 1920 et 1930, des dirigeables à enveloppe souple (classe TC), semblables aux modèle développés par la Royal Navy pendant la guerre de 1914-1918, sont utilisés pour les patrouilles de reconnaissance le long des littoraux ; l'US Army ayant la responsabilité de la défense côtière. Un seul dirigeable semi-rigide, basé sur le O-1 (en) de fabrication italienne acheté en 1919, fut construit par Goodyear en 1926 : le RS-1 (en) (86 m de long, 20 000 m3 et quatre moteurs Liberty de 300 ch), assemblé à Scott Field près de Saint-Louis. Des expérimentations furent menées pour tester le bombardement (1921) ou l'emploi d'avions parasites (1923-1924). Les derniers furent transférés à la marine de guerre en 1942.
De son côté, la marine des États-Unis (les départements de la Marine et de l'Armée sont alors séparés) fit construire de grands dirigeables à structure rigide. Le premier fut l'USS Shenandoah (207 m de long, 59 465 m3 et six moteurs de 300 ch), assemblé à Lakehurst en 1922-1923 avec des pièces usinées à l'arsenal de Philadelphie ; gonflé à l'hélium, il fit la première traversée transcontinentale mais fut détruit par un orage en 1925 : 14 morts.
Le deuxième fut l'USS Los Angeles, construit à Friedrichshafen (LZ 126) en 1923-1924 et livré au titre des réparations de guerre par un vol transatlantique. Il est aménagé en dirigeable porte-avions : le premier abordage d'un avion parasite à bord est réussi en juillet 1929. En conséquence, deux autres dirigeables furent commandés pour assurer les missions de reconnaissance au-dessus des océans, en profitant de leur large rayon d'action et de leur autonomie ; ils furent construits par la Goodyear-Zeppelin Corporation dans le Goodyear Airdock à Akron (Ohio), faisant 239 mètres de long et 209 580 m3, avec huit moteurs diesels Maybach V12 de 560 ch :
- l'USS Akron, construit en 1929-1931 et affecté à la surveillance de l'Atlantique sur la base de Lakehurst, entre New York et Philadelphie (dans le Hangar No. 1 (en), devant lequel brûla le Hindenburg en 1937) ; il s'écrase en mer en 1933 (73 morts) ;
- l'USS Macon, construit en 1933 et affecté à la flotte du Pacifique sur la base de Moffett Field (dans le Hangar One (en)) près de San Francisco ; il est détruit par une tempête en 1935 (deux morts).

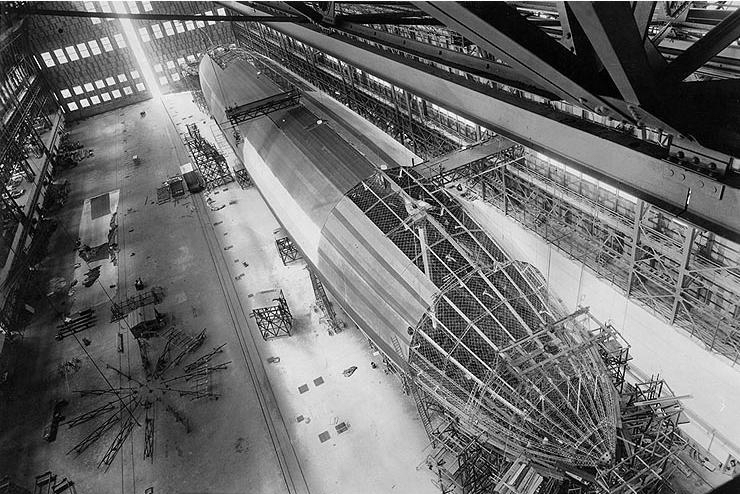
L'USS Shenandoah, ici en construction en 1923, est basé sur la structure du L-49 allemand.
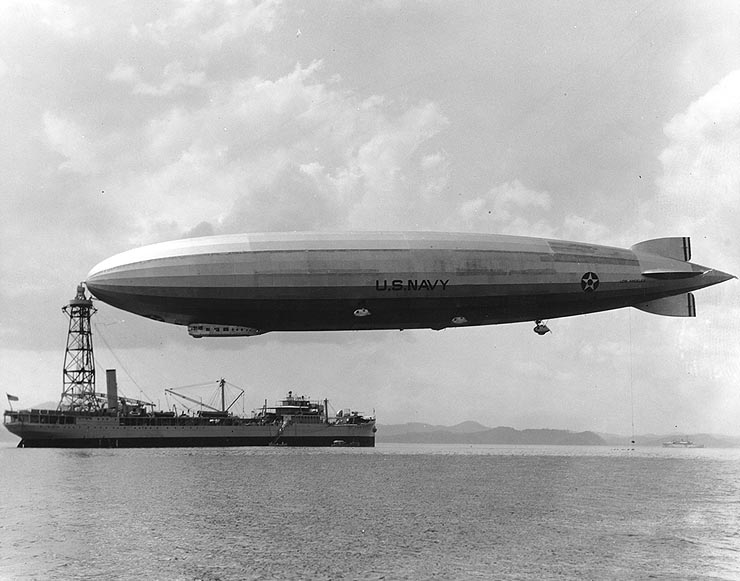
L'USS Los Angeles arrimé au ravitailleur USS Patoka (en), en 1931 au large de Panama.
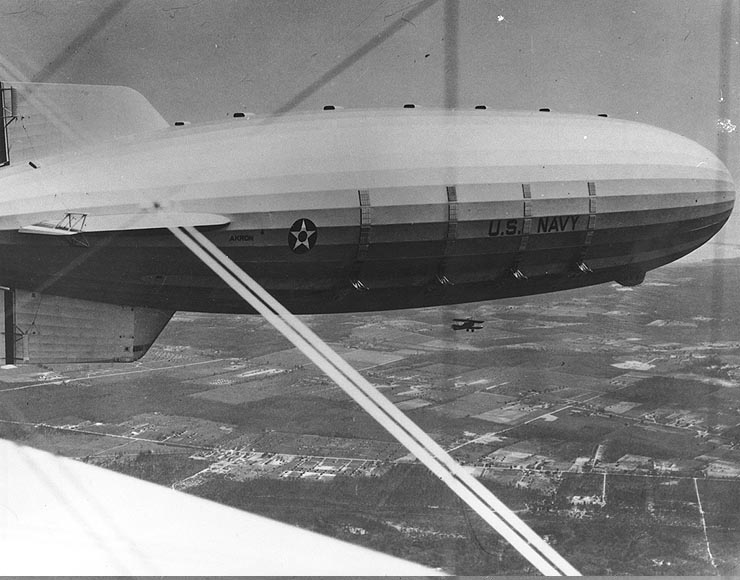
Le principe du dirigeable porte-avions : l'USS Akron récupérant un de ses avions en 1932.

## Seconde Guerre mondiale
En 1940, l'US Navy propose au Congrès de financer un programme de nouveaux dirigeables pour faire de la surveillance maritime et lutter contre les sous-marins, avec l'aménagement d'une série de neuf nouvelles bases (en plus des deux plus anciennes). Huit nouvelles bases et 48 dirigeables furent autorisées le 3 juillet 1941 (par le Second Deficiency Appropriation Bill). Mais en décembre 1941, l'US Navy disposait de seulement dix dirigeables à enveloppe souple (blimps) construits par Goodyear à Akron dans l'Ohio (dans le Goodyear Airdock), faisant de 40 à 76 mètres de long. Ces unités sont affectés rapidement aux deux bases aériennes spécialisées dans les dirigeables : Lakehurst près de Trenton et Moffett Field près de San Francisco.

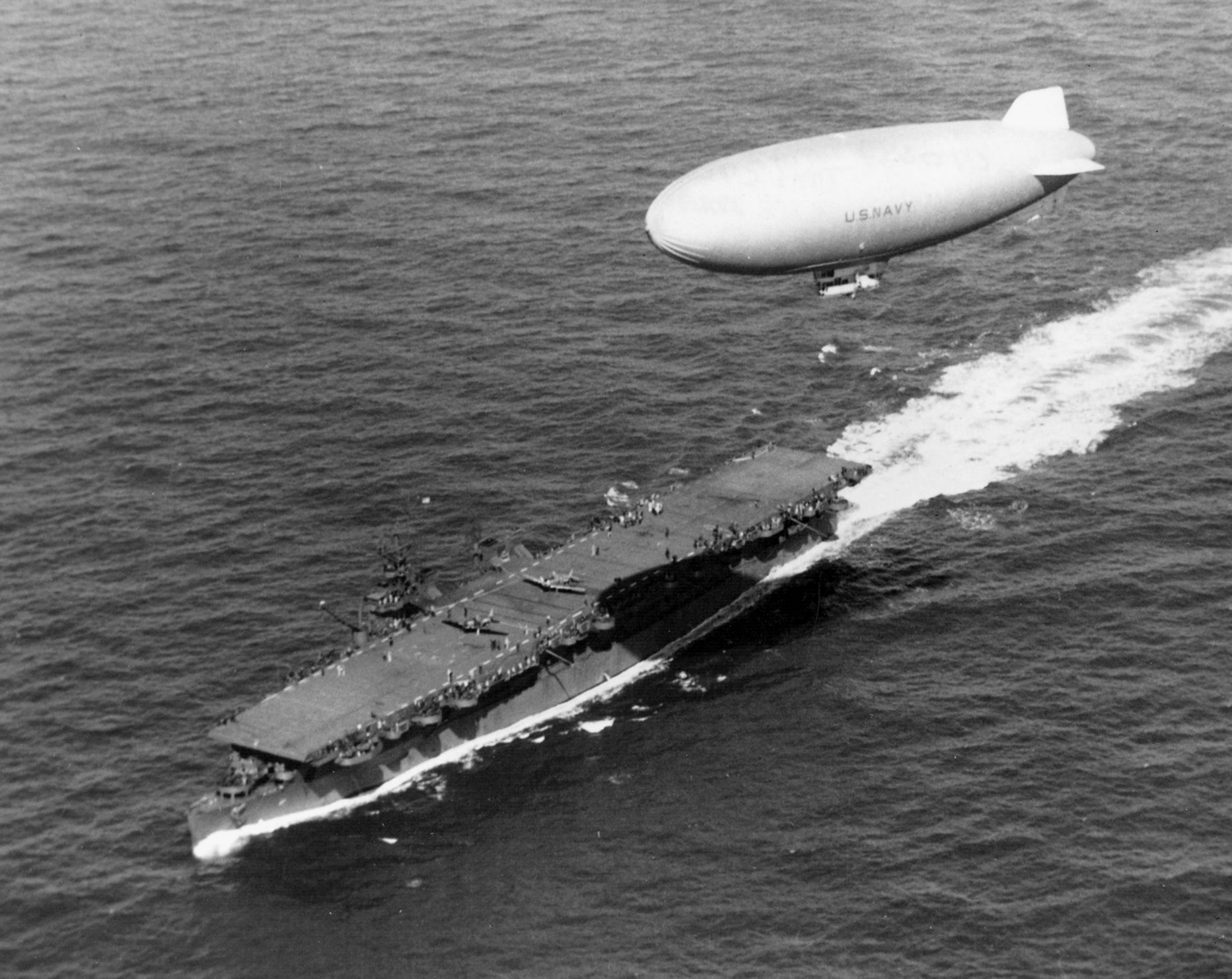
Un classe K survolant l'USS Langley au large de la Virginie, le 6 octobre 1943.

Un total de 154 dirigeables furent construits à Akron pour la marine américaine, essentiellement des classe K (76 mètres de long, 12 043 m3 et deux moteurs Pratt & Whitney R-1340 de 425 ch) équipés d'un radar, d'un détecteur d'anomalie magnétique et de bouées-sonar, avec comme armement principal quatre charges explosives et une mitrailleuse Browning de 12,7 mm. À partir de 1942, les nouvelles bases (Naval Air Station) sont construites, avec chacune un ou deux hangars à dirigeables et mât d'amarrage :
- South Weymouth, près de Boston dans le Massachusetts ;
- Weeksville, à Elizabeth City en Caroline du Nord, près du cap Hatteras ;
- Glynco, près de Brunswick en Géorgie ;
- Richmond, au sud de Miami en Floride ;
- Houma, au sud-ouest de La Nouvelle-Orléans en Louisiane ;
- Hitchcock, près de Galveston au Texas ;
- Santa Ana (en), au sud de Los Angeles en Californie[51] ;
- Tillamook, près de Portland dans l'Oregon.

Deux escadrilles entières (chacune de six dirigeables) américaines furent envoyés au Brésil, à São Luís et Maceió, tandis qu'une autre (la ZP-14) fut affectée (après une traversée transatlantique via Lagens Field aux Açores) à l'aérodrome de Port-Lyautey (« Craw Field » pour les Américains, l'actuelle Kénitra) au Maroc à partir de juin 1944, pour patrouiller au-dessus du détroit de Gibraltar. Un détachement de l'escadrille eut comme base avancée l'aérodrome de Cuers-Pierrefeu (près de Toulon) pour participer aux missions d'escorte et au déminage des ports provençaux.

La base de Santa Ana, à Tustin (Californie)
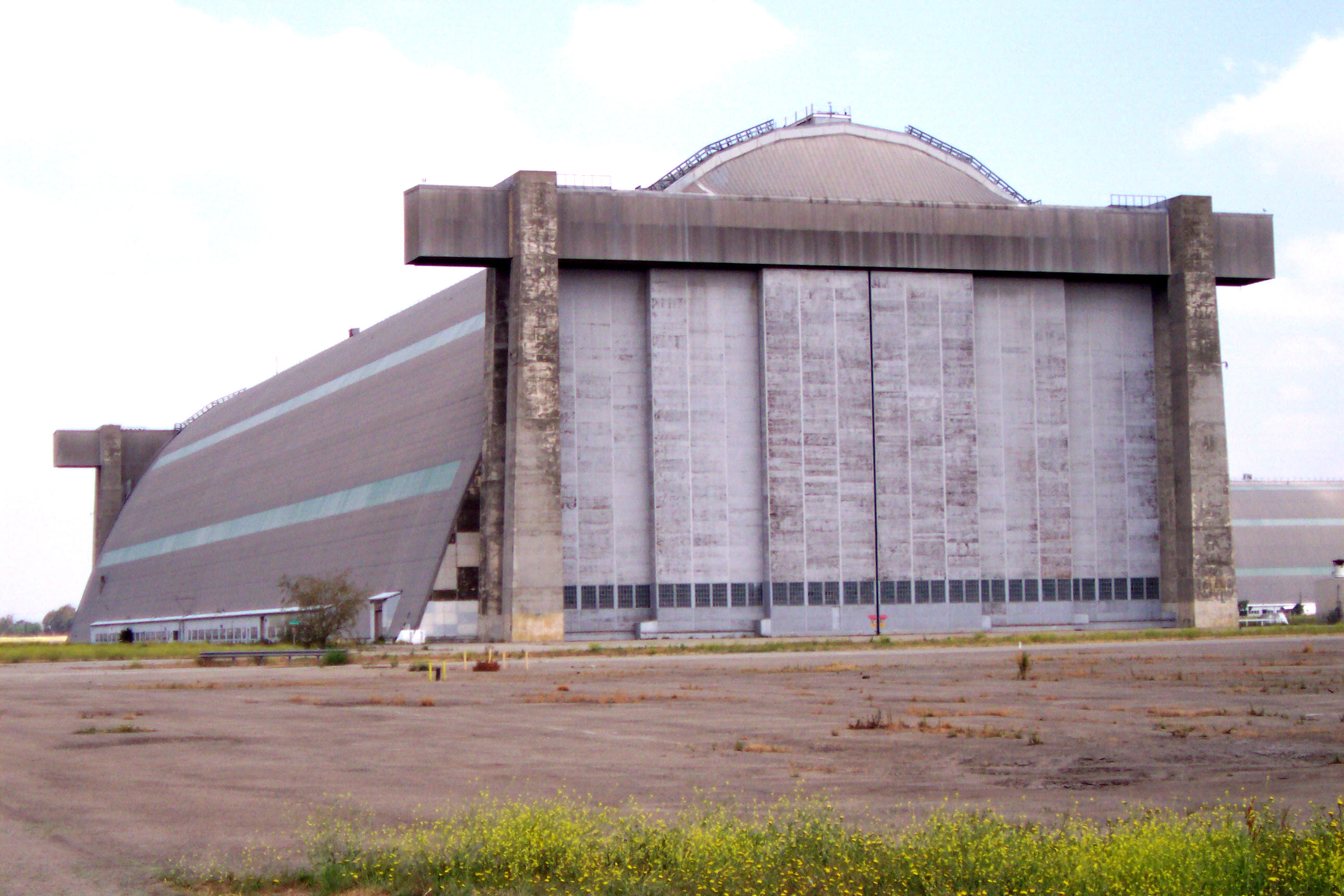
Un des deux hangars à dirigeables de la base. Construits en bois en 1942, ils font 327 m de long.
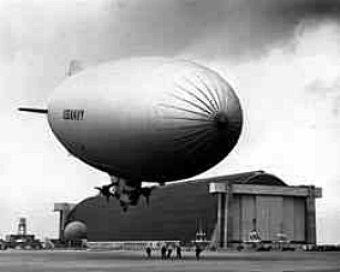
Un dirigeable à enveloppe souple de l'US Navy sur la base de Santa Ana en 1943.
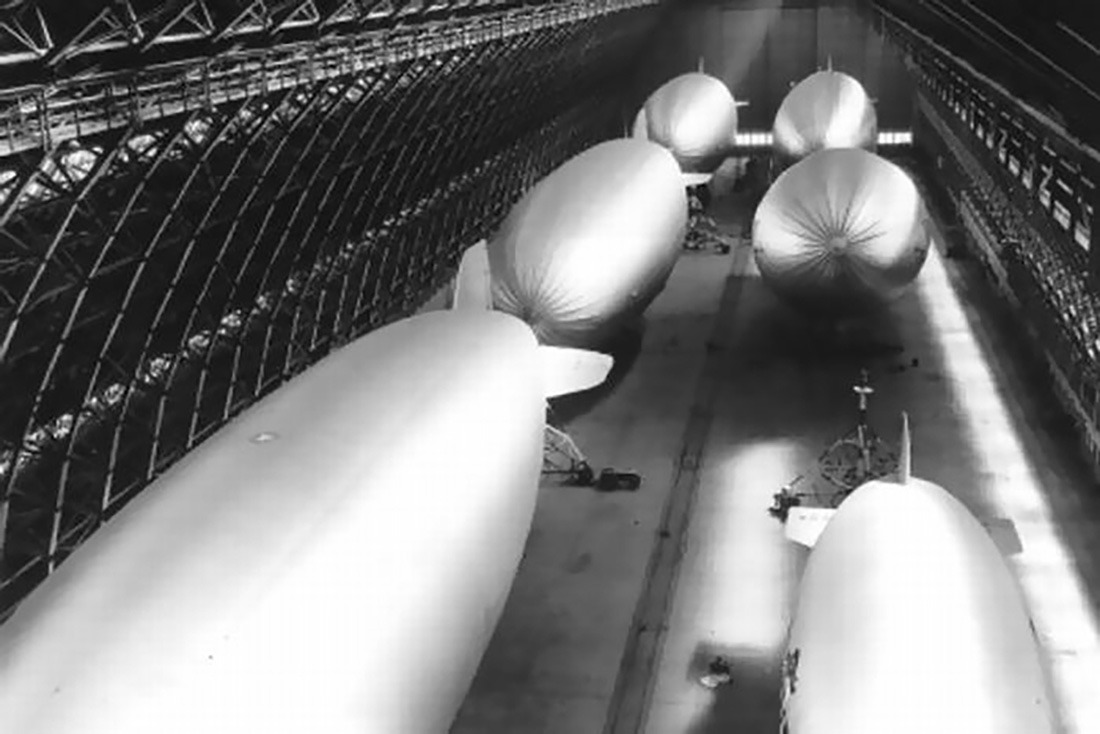
Six blimps à l'hélium dans un des hangars de Santa Ana, en mai 1945.

Il y eut des tentatives japonaise et britannique d'attaque du territoire de l'adversaire avec des ballons-bombes.

## Contemporain
L'emploi militaire des dirigeables disparaît presque complètement à partir du début de la guerre froide. Au début du XXIe siècle, ils redeviennent intéressants pour faire de la surveillance aérienne, leur grande autonomie étant un atout alors que leur vulnérabilité étant moins problématique dans un conflit dissymétrique voire asymétrique (la domination aérienne étant assurée).

### Guerre froide

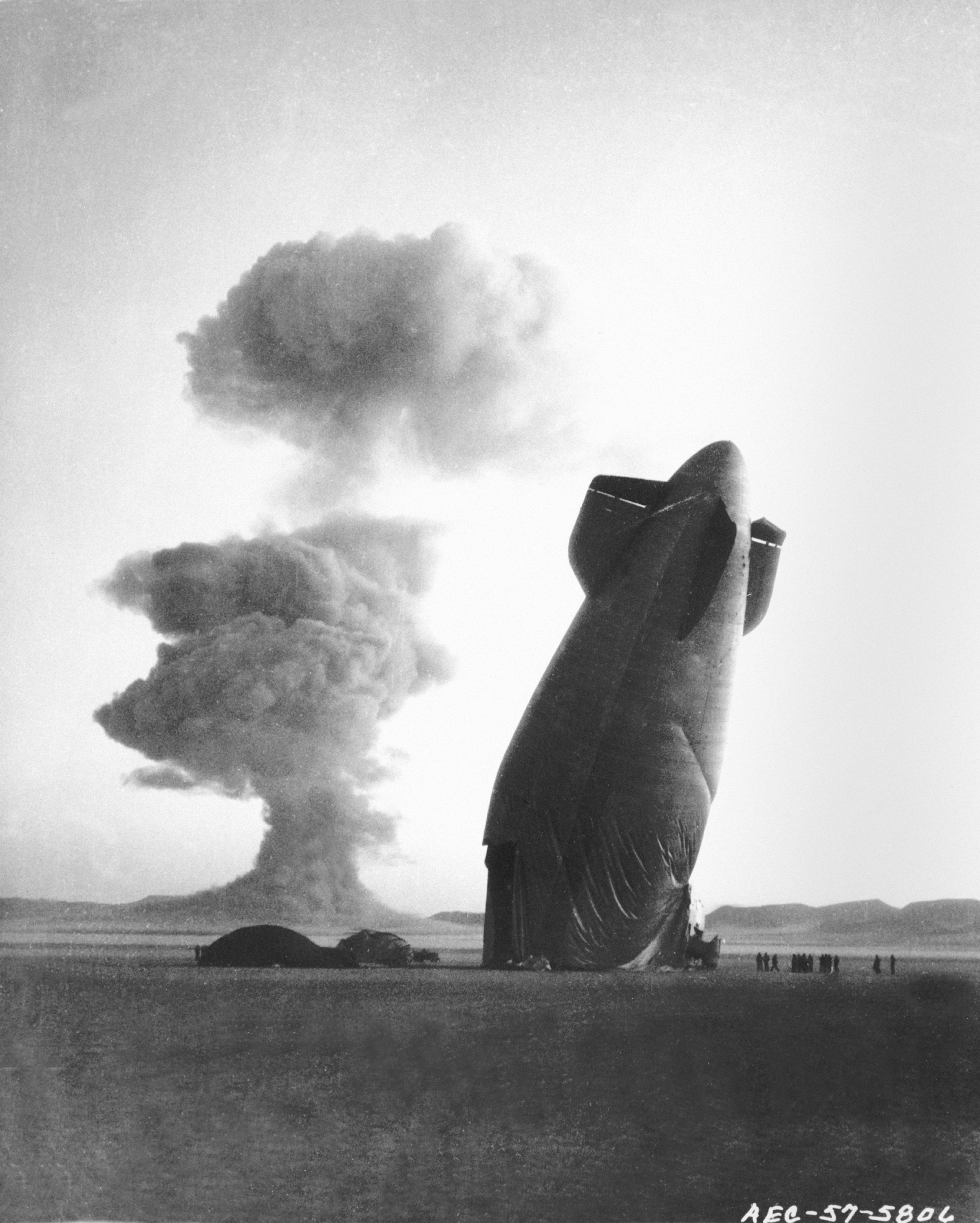
Le ZSG-3, coupé en deux par l'onde de choc alors qu'il était à 8 km du test nucléaire (de 19 kt) du 7 août 1957.

En 1946, les dirigeables de la marine des États-Unis sont tous versés dans la réserve, restant destinés à la lutte anti-sous-marine en cas de nouvelle guerre. Quatre d'entre eux furent détruits en 1957 par des explosions nucléaires : lors de l'Opération Plumbbob sur le site d'essais du Nevada, il s'agissait de tester la distance de sécurité pour un dirigeable après avoir largué une arme nucléaire anti-sous-marin. Le dernier dirigeable opérationnel, un classe K, est définitivement retiré en 1959.

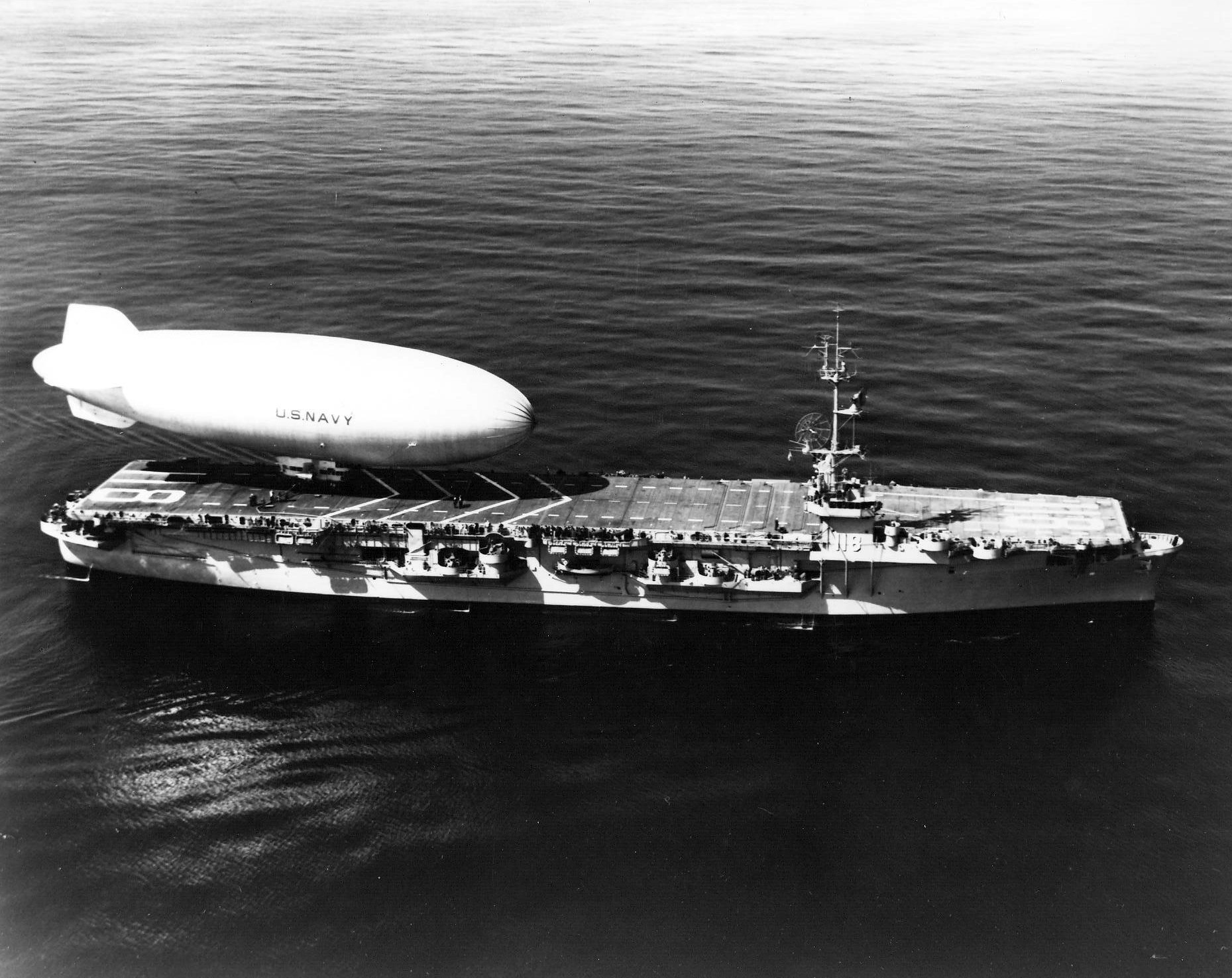
Un classe K posé sur le pont d'envol de l'USS Sicily en avril 1949.
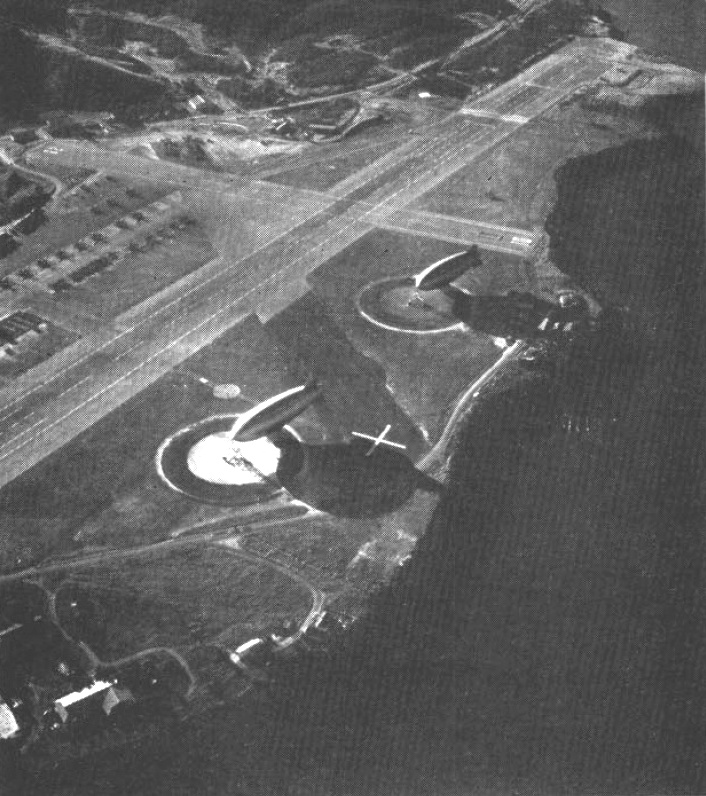
Dirigeables de l'US Navy sur la base de Guantanamo, en 1958.

Au début des années 1960, de nouveaux designs furent expérimentés par la société Aereon sur l'aérodrome de Trenton (au Naval Air Warfare Center Trenton) pour l'US Navy : d'abord l’Aereon III (trois ballons reliés entre eux) qui fut détruit lors d'un test en 1966, puis l’Aereon 26 (hydride avion-dirigeable) testé en 1971.

### Post guerre froide
Les « plus légers que l'air » sont de nouveau développés au début du XXIe siècle pour des usages militaires, d'abord sous la forme de ballons captifs de surveillance. La société Lockheed Martin en construit (toujours à Akron) plusieurs modèles utilisés par les forces armées des États-Unis :
- le PTDS (Persistent Threat Detection System, 35 m de long pour 2 100 m3, équipé de caméras vidéos panoramiques et de capteurs thermiques) depuis 2003 pour les bases avancées de l'US Army ;
- le PGSS (Persistent Ground Surveillance System, plus petit que le PTDS) depuis 2009 pour le même usage ;
- le TARS (Tethered Aerostat Radar System pour Système radar à aérostat captif), 64 m et 12 000 m3, portant un radar portant à 275 km), utilisé par l'US Air Force pour la surveillance de la frontière avec le Mexique et du détroit de Floride dans la lutte contre les narco-trafiquants[53].

Sur la centaine de ces ballons déployés en Irak et en Afghanistan, plusieurs dizaines furent victimes du vent (en 2011, un d'entre eux s'étant échappé lors d'une tempête, un F-16 a dû le descendre) et parfois d'un tir.

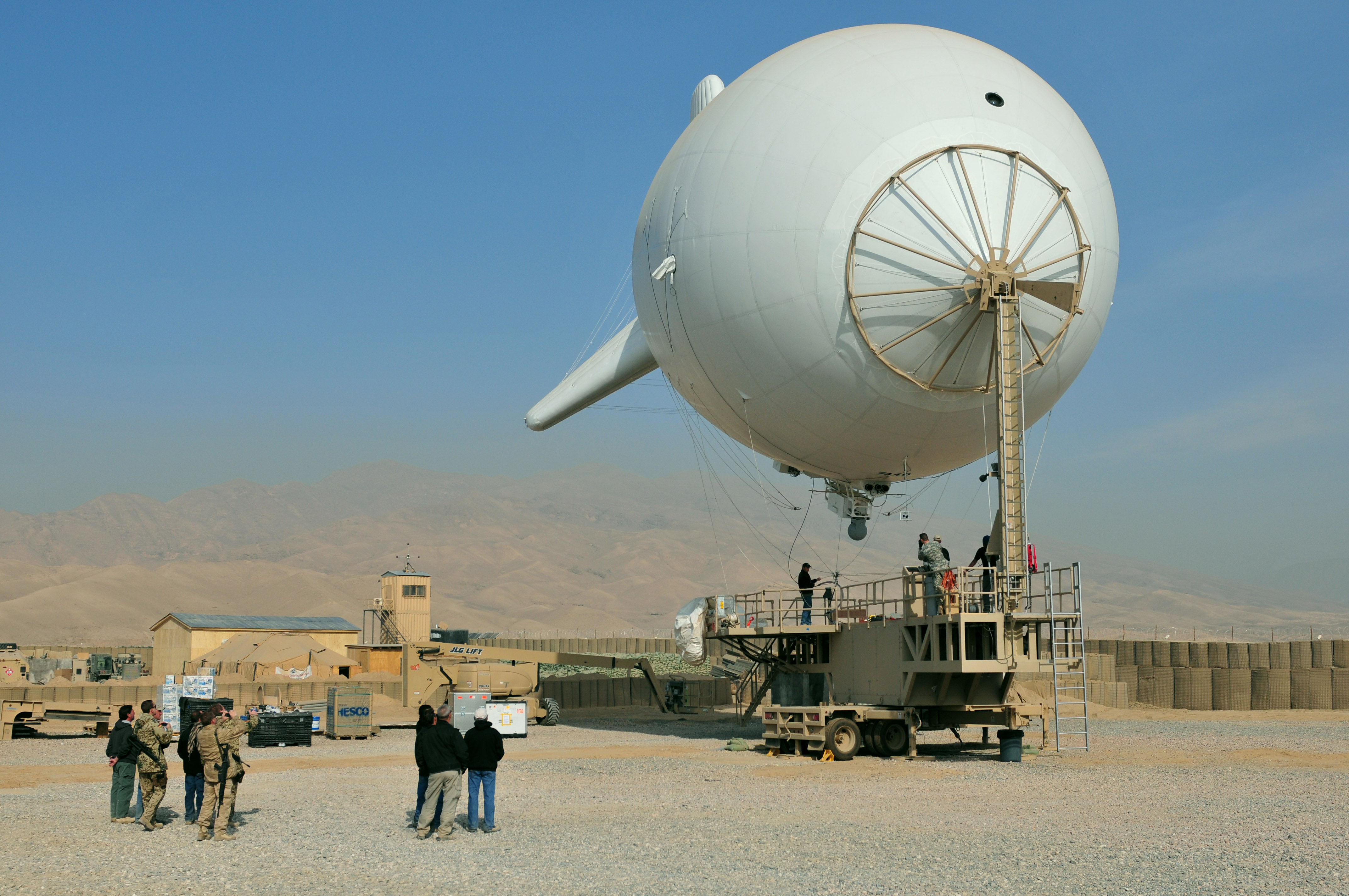
Un PGSS sur la base avancée de Khilegay en Afghanistan, le 30 décembre 2010.
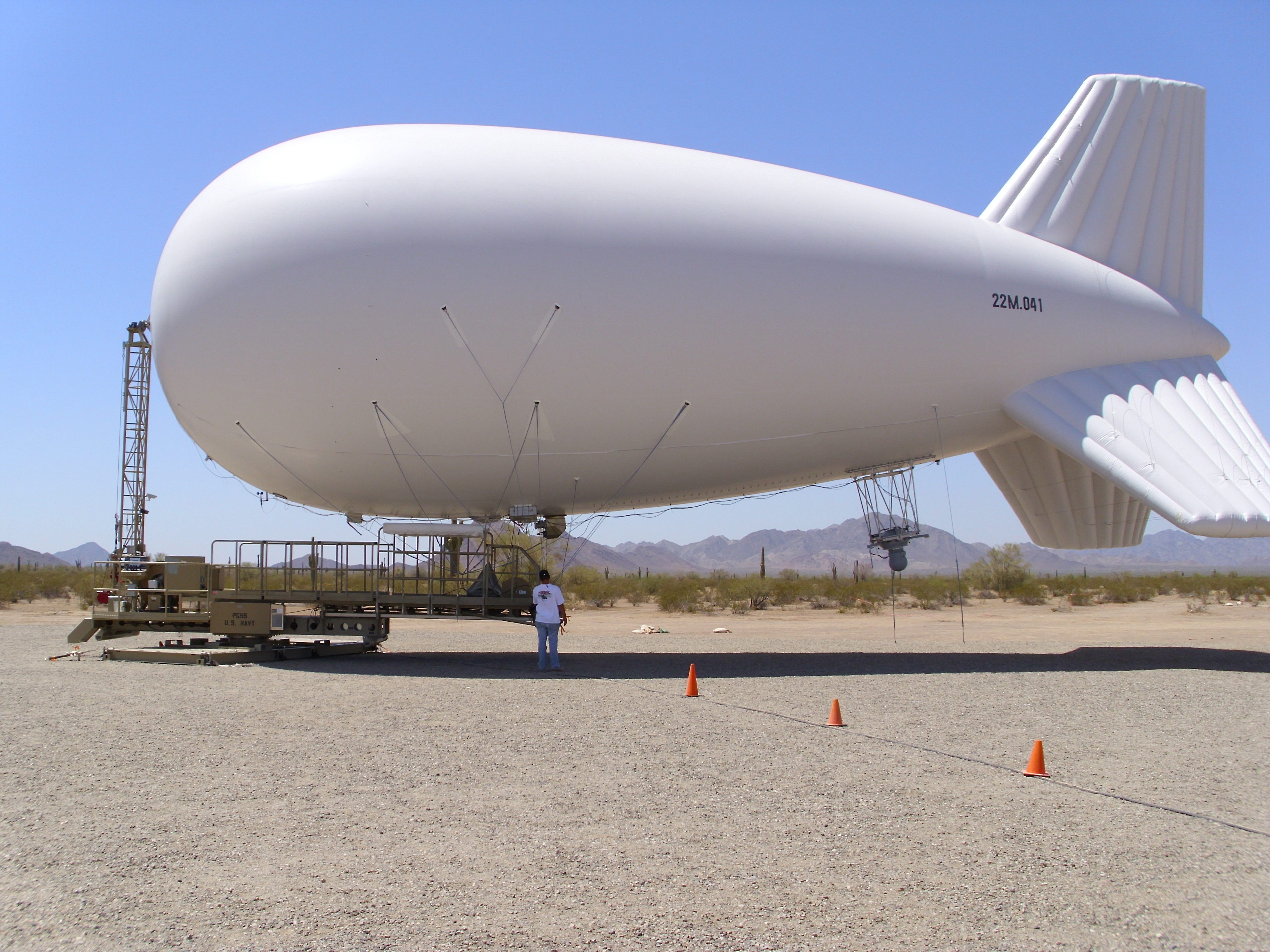
Un PGSS à Yuma dans l'Arizona, le 25 mai 2011.
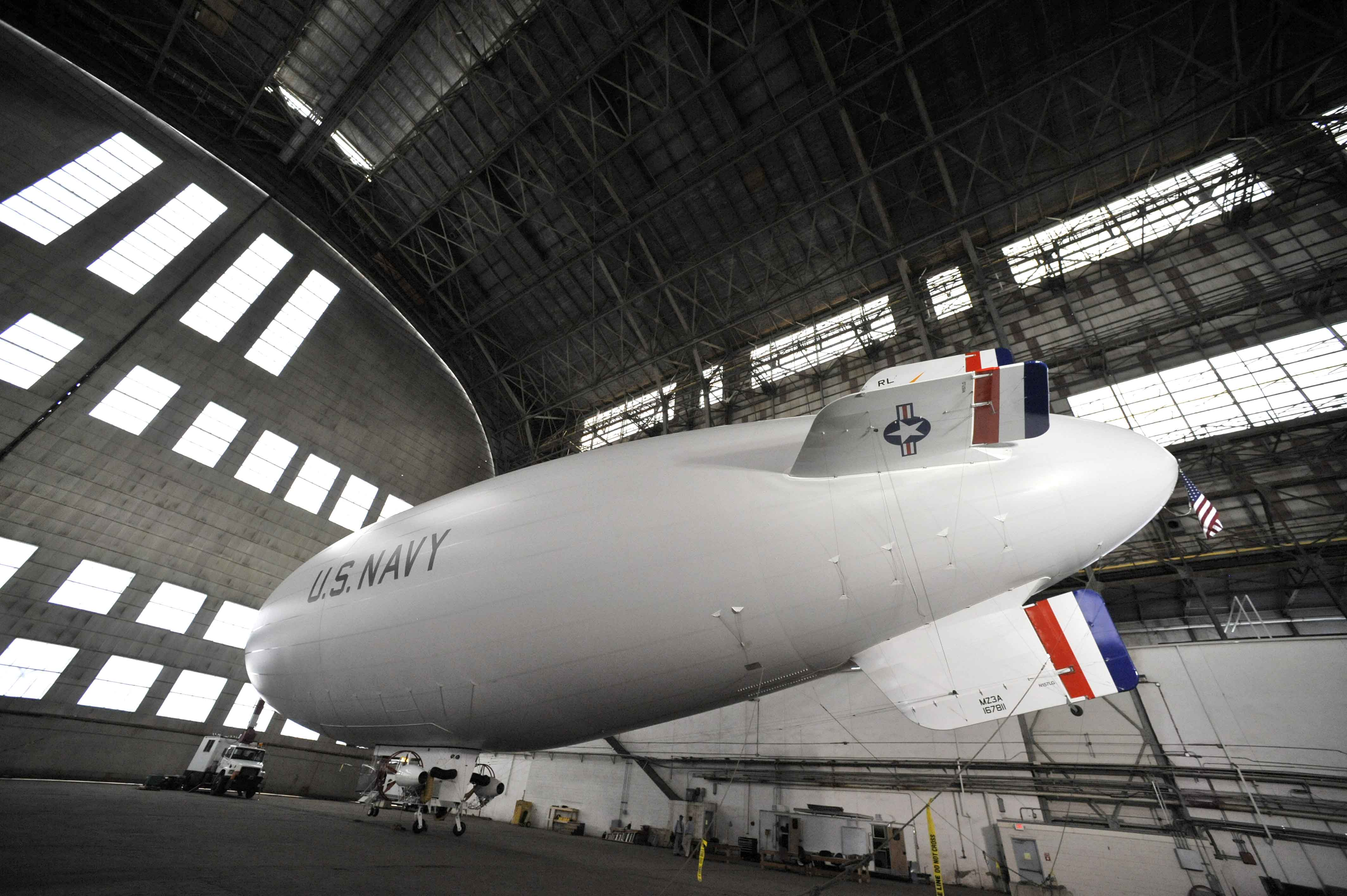
Le dirigeable MZ-3A (en) aux couleurs de l'escadrille scientifique VXS-1 dans le hangar de Lakehurst, le 26 octobre 2011. Il est en service de 2006 a 2017.

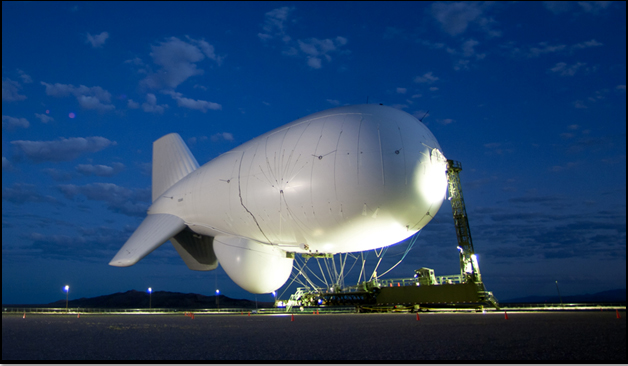
Le JLENS, le 1er août 2012.

Des projets de dirigeables sont aussi testés. Deux ballons captifs, de 70 mètres de long, gonflés à l'hélium et construit par Raytheon, sont testés depuis 2012 par les forces armées américaines pour servir de plateformes radar aéroportées (JLENS) dans le cadre du bouclier antimissile, avec en plus à bord un système de ciblage. Déployés au-dessus de l'Aberdeen Proving Ground dans le Maryland, ils permettraient de surveiller de la Caroline du Nord au Massachusetts mais le programme semble stoppé en 2018.
Un projet de l'US Army appelé Long Endurance Multi-intelligence Vehicle (LEMV), lancé en 2010 chez Northrop Grumman, a entraîné le développement sur la base de Lakehurst du HAV-304 (HAV pour la société sous-traitante : Hybrid Air Vehicles), un hybride faisant 91 m de long pour 38 000 m3 de volume, qui fait son premier vol en 2012. Pour des raisons de coût, le projet est abandonné en février 2013.
Enfin, un projet de dirigeable de haute altitude (High-Altitude Airship) a été confié par la Missile Defense Agency en 2006 à la société Lockheed Martin : automatisé et muni de panneaux solaires, il doit être capable de rester en l'air un mois à 18 km d'altitude (dans la stratosphère). Un modèle a été testé en 2011.
En Europe, un dirigeable de 75 m, le Zeppelin NT construit par Zeppelin Luftschifftechnik à Friedrichshafen est testé depuis 2013 comme plate-forme d'observation maritime au-dessus de la Méditerranée. Installé à Cuers-Pierrefeu et équipé d'une caméra et d'un radar, il participe au projet européen « I2C » (eye to see) de « système global de surveillance d'espace maritime régional et de détection des contrevenants », piloté par la DCNS et le CrossMed de Toulon.